# Affaire Omar Raddad
L'affaire Omar Raddad a commencé avec le meurtre de Ghislaine Marchal, tuée en 1991 dans sa villa La Chamade, sur les hauteurs de Mougins (Alpes-Maritimes). Deux inscriptions en lettres de sang trouvées sur la scène du crime, indiquant « OMAR M'A TUER » [sic] l’une et « OMAR M’A T » l’autre, ont conduit la justice à inculper Omar Raddad, le jardinier de la victime, malgré ses protestations d'innocence.
Défendu par Me Jacques Vergès, il a été condamné en 1994 à 18 ans de réclusion criminelle, avant de bénéficier, en 1996, d'une grâce partielle accordée par le président Jacques Chirac. Depuis sa remise en liberté, Omar Raddad continue à se battre pour faire réviser sa condamnation.
Cette affaire est restée célèbre en raison du mystère entourant le scénario du crime. Le corps de Ghislaine Marchal avait en effet été retrouvé dans la cave de sa villa, dont la porte d’accès était bloquée de l’intérieur.
La condamnation de Raddad a soulevé une vive controverse, en France comme au Maroc, son pays d’origine, la défense critiquant la manière dont l’instruction a été conduite et contestant notamment les conclusions de l’autopsie et des expertises en écritures. Après la condamnation, Me Vergès a d'ailleurs déclaré que l’origine maghrébine de l’accusé avait pu jouer contre lui, suscitant l’indignation de l’avocat de la partie civile, Henri Leclerc, par ailleurs vice-président de la Ligue des droits de l'homme.
L'inscription « OMAR M'A TUER » est restée emblématique de cette affaire criminelle, qui compte parmi les plus marquantes des années 1990.

## Déroulement de l'affaire

### Les faits
Née Ghislaine de Renty le 18 février 1926, Ghislaine Marchal était la fille des résistants déportés Germaine et Robert de Renty, industriel qui s'engagea dans la Résistance au cours de la Seconde Guerre mondiale et mourut en déportation. Divorcée de son premier époux, dont elle avait eu un fils, elle était, en 1991, la veuve fortunée de Jean-Pierre Marchal, propriétaire d'une célèbre entreprise d'équipements automobiles, la sœur de la magistrate Claude du Granrut et donc la belle-sœur du bâtonnier Bernard du Granrut. Elle partageait son temps entre sa résidence principale, en Suisse, et sa villa La Chamade, qu'elle avait fait construire sur les hauteurs de Mougins.

#### Disparition de Ghislaine Marchal
Le dimanche 23 juin 1991 vers 11 h 48, Ghislaine Marchal, sortant juste de la douche, est au téléphone avec son amie Erika S. Il est convenu que son amie viendra déjeuner à La Chamade le lendemain lundi. Ghislaine Marchal se dit pressée car elle doit se préparer pour aller déjeuner chez ses amis, M. et Mme K. à 13 h. Toutes deux raccrochent vers 11 h 50. C’est la dernière fois que l’un de ses proches entendra sa voix.
Très étonnés de ne pas la voir arriver, ses amis l’appellent en vain plusieurs fois à partir de 13 h 30. Vers 18 h, Colette K. se rend en voiture à La Chamade. Personne ne répond à ses coups de sonnette, ni à un nouvel appel téléphonique le soir.
Le lundi 24 juin, Erika S. arrive vers 11 h 30 comme convenu. Elle sonne, insiste, appelle, en vain. Alertée par Mmes Erika S. et Colette K., une troisième amie, Francine P., fait dépêcher sur place un employé de la compagnie de gardiennage en début d’après-midi. La maison, sombre et silencieuse, ne porte aucune trace d’effraction ; les persiennes n’ont été relevées que dans la chambre à coucher ; sur le lit qui n’a pas été fait, des lunettes, un journal ; le plateau du petit déjeuner est posé dans la cuisine. Les clés sont sur la porte, qui n’est pas verrouillée, l’alarme n’est pas enclenchée. On dirait que Ghislaine Marchal vient de se lever, mais elle n’est pas là. Au cours de l’après-midi, les recherches reprennent ; l’employé de la compagnie de gardiennage revient avec Francine P. et sa gardienne. Ils sont bientôt rejoints par le médecin de Ghislaine Marchal. On retrouve des bijoux, un sac à main ouvert, qui ne contient pas de numéraire, mais nulle trace de la propriétaire.

#### Arrivée des gendarmes
Finalement, le 24 juin 1991 au soir, les gendarmes sont alertés et se rendent sur place. Après avoir fouillé la maison, ils s'intéressent à une annexe accolée à l'habitation principale. Un escalier descend à la cave, qui n'a pas encore été visitée, et dont la porte métallique est verrouillée. Après son déverrouillage, la porte refuse de s’ouvrir de plus de 2 cm. Pendant qu’un gendarme pousse de toutes ses forces, au point de gauchir la porte, son collègue passe un bras et repère un lit pliant placé contre elle à l'intérieur. Il le rejette violemment en arrière : la porte s’ouvre un peu plus, mais un tuyau métallique, placé au sol perpendiculairement à la porte, la bloque solidement à sa base. La porte étant tordue par une forte poussée de son collègue, il parvient à passer une jambe et raconte avoir donné « plusieurs coups de pied dans ce tube », qui est placé « au tiers de la porte vers la charnière [...] L’ultime coup de pied dégage le tube », ce qui permet d’ouvrir la porte. En janvier 1992, les enquêteurs constateront que « la pression exercée sur la porte a fait riper le tuyau, qui a laissé une empreinte en arc de cercle sur le sol bétonné ».

#### Découverte du corps et premiers examens
Dans la chaufferie, au fond de la cave, Ghislaine Marchal est allongée de tout son long, face contre terre, les jambes dirigées vers le mur du fond, les bras sur le sol en avant du corps, vêtue de son seul peignoir de bain ensanglanté retroussé vers le haut du corps, au-dessus de la taille.
Les premières constatations du médecin faites sur place le 24 au soir, et l’autopsie du 28 juin révèleront des blessures gravissimes : cinq coups violents à la tête, portés avec un chevron, « assénés pour tuer et non pour assommer », qui ont provoqué des plaies béantes au cuir chevelu et un œdème cérébral ; une plaie en V à la gorge n’ayant pas atteint les gros vaisseaux du cou ou la trachée ; dix plaies au thorax et à l’abdomen provoquées par « une lame effilée et à double tranchant » mesurant de 15 à 20 cm de long et large de 2 cm au maximum, dont une a provoqué une éventration et trois ont transpercé le foie de part en part (plaies transfixiantes), les trajets de ces coups étant « légèrement ascendants » ; deux plaies derrière la cuisse gauche dont l’une, du côté interne, a produit un filet de sang perpendiculaire à l’axe de la jambe ; la victime est donc restée allongée sur le sol sans bouger, après avoir reçu cette blessure, au moins le temps que le sang se coagule, soit sept minutes d’après les légistes. Des blessures et fractures aux mains, avec une phalange presque arrachée, suggérant qu'elle a cherché à se protéger en portant ses mains au visage, de nombreuses éraflures et ecchymoses sur les bras et les jambes, notamment le dos des pieds et les genoux, des traces de poussières et de ciment sur le peignoir et sur les anses intestinales, la victime s’étant, ou ayant été, apparemment traînée sur le sol.
D’après les experts légistes, il n’a pas été possible de déterminer l’ordre dans lequel les coups ont été portés. Aucun d’entre eux n’était immédiatement mortel, mais leur somme l’était incontestablement, après une agonie certaine, dont ils estiment la durée entre quinze et trente minutes. Le capitaine Georges Cenci remarque que l’assassin semblait « déterminé, mais aussi maladroit ou malaisé dans ses mouvements ».
Jean Pagliuzza, médecin légiste consulté par les avocats de la défense lors de l’instruction, a accepté de donner son avis à la journaliste Ève Livet après la condamnation du jardinier. Il pense que le meurtre a pu se passer en une seule séquence rapide de trois ou quatre minutes. Dans ce genre d’agression, les premiers coups sont donnés pour neutraliser la victime en l’assommant. Puis les coups portés avec une arme blanche se succèdent, très rapidement. « Compte tenu de la force des coups, son agresseur était un homme. […] Il était gaucher ». Il indique que la blessure la plus basse a été faite en premier. « La lame frappait plus haut au fur et à mesure que [la victime] s’affaissait ». La blessure en V au cou « se retrouve fréquemment dans ce genre de meurtre » du fait du déplacement latéral de la tête, cherchant à échapper aux coups. L’expert précise que l’agresseur avait forcément reçu du sang sur lui. Étant donné la manière dont le sang a ensuite coulé, il estime que la victime ne s’est jamais relevée ; elle serait morte « rapidement par hémorragie ». Si elle s’était relevée, l’hémorragie du foie aurait rempli la cavité abdominale, ce qui n’a pas été vu par les légistes.

#### Découverte des inscriptions «OMAR M'A TUER»
La porte métallique d'accès à la cave donne perpendiculairement dans un couloir partant vers la gauche. Sur le côté gauche du couloir, « OMAR M'A TUER » est inscrit en lettres de sang bien formées, à 1 m du sol, sur une porte blanche fermée à clé menant à une cave à vin. Une trace sanglante est visible sous l'inscription. En face de la porte métallique d'accès, si on ne tourne pas vers la gauche, on avance tout droit vers la pièce principale, au fond de laquelle la phrase est inscrite de nouveau partiellement sur la porte d'une chaufferie : « OMAR M'A T » [sic],. Cette « deuxième inscription », comme la nommeront les enquêteurs, plus basse que la première, est à peine lisible. Elle est située sur la face côté chaufferie de la porte, mais celle-ci étant bloquée en position ouverte, elle se retrouve orientée non vers la chaufferie, où se trouve le corps, mais vers l'entrée de la pièce. L'écriture étant glissée, il n'a été possible d'y relever aucune empreinte. Les analyses génétiques attesteront que les inscriptions ont bien été écrites avec le sang de la victime.
La porte d'entrée métallique ne porte aucune empreinte sur le panneau intérieur. Quant au palier, de part et d'autre de cette porte, il présente un contraste frappant : ensanglanté à l'intérieur, dans le couloir, il ne présente aucune trace à l'extérieur et dans l'escalier.

### Débat sur le scénario du crime

#### Qui est l'auteur des inscriptions?
Si Mme Marchal en est l'autrice, elle a donc indiqué le prénom de son agresseur, ce qui amènera les enquêteurs à soupçonner son jardinier, Omar Raddad, alors âgé de 29 ans. À l'inverse, si le message est d'origine criminelle, il ne peut provenir d'Omar Raddad, qu'on voit mal se désigner lui-même. L'assassin se serait donc arrangé pour qu'on attribue à Ghislaine Marchal la dénonciation calomnieuse de son jardinier, ou d'un autre Omar.
La formulation du message peut dès l’abord paraître étrange : écrit-on qu’on a été tué, alors qu’on est encore en vie ? Le juge Renard trouve la phrase « bizarre ». Il est aussi peu probable qu'une personne mourante prenne le temps d'écrire deux fois une phrase complète.
Quant à la faute, Ghislaine Marchal, femme cultivée, aurait-elle fait cette erreur ? Plusieurs documents indiquent que son orthographe était parfois défaillante, notamment en ce qui concerne la confusion du participe passé avec l'infinitif,, elle aurait en particulier écrit « payer » sur une facture déjà réglée, ou « j'ai arroser les fleurs ». Cependant ce point est vivement contesté par la défense et par des journalistes,,.
Le capitaine Cenci, le juge Coutton et le procureur Farret estiment que cette faute est un élément à charge contre l’accusé. Mais d’après la graphologue Françoise De Ricci, cette faute courante n’est pas un élément déterminant d’identification (voir infra).
L’écriture des messages est-elle bien celle de Ghislaine Marchal ? Une première expertise des écritures est effectuée en juillet-août, à la demande du juge d’instruction, par Gilles Giessner, qui compare les lettres inscrites sur les portes avec celles des mots croisés de la victime et divers autres documents. L’expert indique que les lettres des deux portes sont toutes de la même personne et que, pour le premier message, cette personne était à genoux, alors qu’elle était allongée pour le deuxième message, dont le côté déstructuré atteste, selon lui, son affaiblissement physiologique. L’expert écrit que le scripteur « n’a pu se déplacer pour tracer la fin de son second message, puisque c’est là que l’on a retrouvé son cadavre ». On notera qu’il semble ignorer que le corps n’a pas été retrouvé devant cette porte.
Lors du procès, G. Giessner déclare qu’il a « mis en évidence la totale concordance des lettres avec celles des écrits de Mme Marchal ». Puis, pressé par la défense, il concède : « C’est aux deux tiers sûrement l’écriture de la victime, à un tiers non ».
À la demande de la défense, une contre-expertise est confiée à Mme Buisson-Debar. Elle confirme les conclusions de son confrère, non sans quelques incohérences, puisque son rapport précise que sur dix lettres de la première inscription, seules cinq ressemblaient à l’écriture de la victime.
En 1999, une nouvelle expertise des écritures est entreprise par M. Gauthier et Mme Dumont. Présentée par la défense à l’appui d’une demande de révision de la condamnation, elle conclut que l’écriture n’est pas celle de la victime. La commission de révision demandera alors une autre expertise à Françoise De Ricci et Anne Bisotti, qui estimeront qu’on ne peut « raisonnablement comparer » des écrits effectués dans des conditions aussi dissemblables.
Françoise Bouzon-Thiam, autrice d’un livre sur l'affaire, observe que les lettres sanglantes présentent des derniers jambages anormalement courts, comme « suspendus », alors que celles des mots croisés de Ghislaine Marchal ont au contraire des jambages allongés. Le contraste est très net pour les M, les A et les R. Elle estime que les caractères des messages sont révélateurs de l’écriture de l’assassin.

#### Qui a bloqué la porte métallique et comment?
Le capitaine Georges Cenci affirme que la porte métallique de la cave est « la seule issue permettant d’y accéder, et d’en interdire l’accès » ; dans ces conditions, la victime étant seule présente dans les lieux, elle seule a pu s’y barricader. La défense ne semble jamais avoir contesté le premier point, s’attachant seulement à démontrer que l’assassin aurait pu sortir par la porte métallique d’accès, tout en provoquant son blocage.
On a vu plus haut que lors de l'ouverture de la porte, un tuyau métallique la bloquait à la base. Or ce tuyau, très peu épais, passe facilement sous la porte s’il est allongé au sol, car il existe un interstice entre le bas de la porte et le sol. Comment, dans ces conditions, a-t-il pu la bloquer, ?
En février 1992, lors d’une visite sur place des enquêteurs, des magistrats et des avocats, l’enquête conclut que Ghislaine Marchal a placé le tube métallique en appui sur un chevron de bois, ce qui a eu pour effet de le soulever du côté opposé à la porte, la pente ainsi obtenue permettant de s’opposer à son ouverture.
Les avocats de la défense protestent et font valoir que les gendarmes n’avaient pas remarqué ce chevron le 24 juin. Ils affirment en revanche avoir démontré qu’il était possible d’appuyer le lit pliant contre la porte ouverte de telle sorte qu’en sortant et en refermant celle-ci lentement, on fasse tomber le lit derrière elle pour la bloquer. La barre de fer aurait pu tomber lorsque les gendarmes ont repoussé le lit.
Ève Livet observe que l’interstice sous la porte se réduit près de la charnière, car le sol n’est pas à niveau. L'extrémité de la barre métallique étant située à proximité de cette charnière, son épaisseur aurait suffi à bloquer la porte, comme l’indique la trace de ripage au sol. Elle pense aussi que le lit aurait pu se coincer momentanément sur un gros tuyau en PVC situé de l’autre côté du couloir.
Le détective Roger-Marc Moreau affirmera avoir trouvé un moyen permettant facilement de bloquer la porte dans les mêmes conditions de l'extérieur. Le capitaine Cenci estime, de son côté, que c'est impossible du fait d'une surélévation sous la porte, et que M. Moreau n'est jamais venu le constater sur place.

#### La scène de crime est-elle une mise en scène?
La défense soutient que le « véritable auteur » des faits aurait procédé à la mise en scène macabre et aurait quitté les lieux en laissant des preuves fabriquées pour faire accuser le jardinier (voir infra).
Selon l'accusation, cette théorie ne tient pas, au regard de plusieurs éléments :
- Il est peu crédible que les « véritables assassins » aient choisi un dimanche pour mettre au point ce scénario, car Omar Raddad ne travaillait jamais ce jour-là. Sa présence sur les lieux du crime était exceptionnelle et uniquement connue de Mme Marchal et de sa voisine. Il aurait été très hasardeux pour eux de choisir un dimanche pour perpétrer leur crime, car cela aurait supposé que, par une chance extraordinaire, Omar travaille justement ce jour-là[53].
- La mise en place du mécanisme depuis l'extérieur aurait supposé que Mme Marchal soit déjà morte et ait déjà maculé le palier de son sang (d'importantes quantités en ont été retrouvées par terre, derrière la porte). Le « véritable assassin » aurait donc dû déposer le lit pliant, le chevron de bois et la barre de fer dans cet environnement souillé, puis sortir et manœuvrer le mécanisme de l'extérieur pour l'installer. Il paraît tout simplement impossible que quelqu'un ait pu faire cela sans laisser la moindre trace de sang sur le palier extérieur ni de trace de pas à l'intérieur[53].

#### Y avait-il un autre moyen de sortir des lieux?
La journaliste Ève Livet se demande si l’assassin n’aurait pas pu sortir des lieux par la cave à vin. Ayant obtenu l’accès au dossier, elle dit y avoir constaté un manque : « Toutes les pièces du sous-sol étaient décrites, sauf une : la cave à vin ». Elle affirme que la cave à vin ne fut pas visitée lors du transport sur les lieux, et qu'avocats, juges, Omar Raddad lui-même, personne « ne se souvient y être entré et ne peut la décrire ». En outre le procès-verbal d’un maçon, interrogé par les gendarmes en août 1991, indique que le travail qui lui fut commandé consistait « en 1989, à faire des aérations dans la cave à vin [...], puis dans un second temps, en été 1990, à rouvrir deux des fenêtres, qui avaient été bouchées lors de notre première intervention, pour assurer une meilleure ventilation de la cave ». Une personne aurait-elle pu ressortir par ces aérations ou fenêtres ?

#### Point de vue de l'accusation
Pour l’accusation, c’est Ghislaine Marchal elle-même qui a désigné son assassin avant de se barricader. Le capitaine Cenci estime qu’elle est probablement descendue d’elle-même à la cave pour mettre en marche le système de nettoyage de la piscine, en prévision de la visite de son amie le lendemain. Il en veut pour preuve qu’elle était chaussée pour sortir (mules à talons compensés), et que le système de nettoyage fonctionnait effectivement encore le lendemain.
Le capitaine Cenci estime que la victime a bien vu et reconnu son agresseur : elle a tenté de se protéger des coups, face à lui, comme en témoignent les blessures aux mains. Ses lunettes ne lui servant qu’à lire et écrire, elle voyait parfaitement. Elle n’aurait pu le confondre avec quelqu’un d’autre, le frère d’Omar par exemple, dont elle estimait qu’il ne lui ressemblait pas du tout. L’hypothèse qu’elle aurait pu prendre son agresseur pour Omar a été examinée par les enquêteurs (voir infra).
Mais « Raddad n’est pas un tueur », admet le capitaine Cenci. Il ne serait venu à La Chamade que pour réclamer de l’argent. Le crime n’ayant donc pas été prémédité, il faut admettre qu’il aurait trouvé l’arme du crime sur place. D'après cette hypothèse, pris d’une soudaine et très violente colère devant les refus blessants de sa patronne, il commence à la frapper avec un chevron, trouvé sur place. Puis, ne pouvant laisser sa victime vivante, capable de le dénoncer, et n’ayant pas de poignard sur lui, il va chercher la cisaille à haie en haut de l’escalier, dans un local à bois où sont entreposés les outils de jardinage, et redescend lui infliger les blessures par arme blanche. Le maniement maladroit de la cisaille à haie, arme probable du crime pour le capitaine Cenci, et un handicap d’Omar Raddad au bras droit, à la suite d’un accident au coude en 1988, expliqueraient « la multitude et la dissémination des coups portés ».
En repartant, le jardinier met la clé de la cave dans ce local à bois sous le taille-haie, après l’avoir nettoyé. Il vole ensuite l’argent qui se trouvait dans le sac à main, dans la chambre.
Autre hypothèse de Me Leclerc, avocat de la partie civile : l’arme du crime pourrait être un couteau de cuisine. La femme de ménage, de son côté, a remarqué en février 1992 la disparition d’un coupe-papier en argent acéré en forme de dague qui appartenait à la victime.
Pour le capitaine Cenci, Ghislaine Marchal, restée seule, ne touche pas à la porte métallique, car elle se sait enfermée, ce qui atteste qu’elle avait encore toute sa lucidité. Elle allume la lumière, et se rend devant la porte de la cave à vin où elle écrit, à genoux et le « buste droit », à 1 m de hauteur. « Elle ne prend appui ni sur la porte ni sur le mur » : elle aurait seulement appuyé sa tête à la porte pour se reposer de ses efforts, donnant lieu à l’unique trace de sang visible sous l’inscription. Elle se relève ensuite « sans prendre appui, que ce soit sur le sol, le mur ou la porte » ce qui confirme qu’elle avait encore des forces.
Elle tire ensuite le lit pliant (de 12 kg, muni de roulettes) jusqu’à la porte d’entrée pour se barricader, afin de se protéger d’un éventuel retour de son agresseur, et place la barre métallique et le chevron pour parachever le blocage.
D’après les traces de sang, le capitaine Cenci pense qu’elle éteint alors la lumière et se traîne sur le sol, puis se relève pour parcourir debout la distance qui la sépare de la porte de la chaufferie, grande ouverte vers la cave. Elle s’allonge alors au sol en s’aidant de la poignée anti-panique, que l'on retrouvera ensanglantée, et, à bout de forces, à la seule clarté d’un rai de lumière provenant de la porte d’entrée, y trace son deuxième message.
Son corps n’ayant pas été retrouvé devant cette inscription, mais de l’autre côté de la porte, dans la chaufferie, le capitaine Cenci estime qu’elle a donc encore trouvé la force de ramper dans cette chaufferie, et de se retourner face vers la sortie, après un mouvement « de recul et de droite à gauche ».

#### Point de vue de la défense
Pour la défense, la violence et la multiplicité des coups montrent « un acharnement quasi passionnel, l’expression d’une haine recuite » qui cadre mal avec la personnalité d’Omar Raddad et ses bonnes relations avec son employeur (voir infra). Me Vergès invoque aussi l’absence de traces ou de griffures sur les mains d’Omar, ou de sang sur ses vêtements. Puisque le capitaine Cenci admet que le crime n’était pas prémédité, Omar n’avait donc ni gants ni vêtements de rechange avec lui. Comment ses vêtements n’auraient-ils pas été tachés de sang (voir infra) ?
En outre la gravité des blessures rend invraisemblables toutes les actions prêtées à Ghislaine Marchal (inscriptions sans prendre appui et le buste droit, déplacements multiples, blocage de la porte).
Me Vergès remarque que le corps de la victime ne se trouvait pas devant la deuxième inscription. Au procès, Me Leclerc, avocat de la partie civile, dira qu’elle « s’est traînée pour écrire ces derniers mots d’une main qui meurt ». On se la représente donc comme si elle avait écrit ce message dans un dernier souffle, juste avant de mourir. Or elle se trouve en fait à 1,50 m derrière cette porte, et la position étalée des membres, le peignoir relevé vers le haut du corps révèlent, pour la défense, que cette personne a été traînée par les pieds.
Autre détail révélateur pour la défense : le filet de sang perpendiculaire au sol et à l’axe de la jambe, sur le côté interne de la cuisse de la victime, et qui aurait mis sept minutes à se coaguler, était parfaitement net. Si la victime s’était relevée pour faire tout ce qu’on a dit, ce filet de sang aurait coulé dans une autre direction, ou aurait été brouillé par le frottement entre les cuisses. La victime n’a donc plus bougé après le départ de son agresseur. Cette blessure, comme un coup de dague, pourrait avoir été portée pour s’assurer que la victime ne réagissait plus. « Un procédé que connaissent tous les chasseurs ». En outre le peignoir n’ayant pas été transpercé au niveau de ce coup, la blessure a donc été infligée alors que le vêtement était déjà repoussé vers le haut du corps.
Enfin la thèse du taille-haie ou d’un couteau de cuisine comme arme du crime ne cadre pas avec la description d’une lame effilée à double tranchant, large de 2 cm. D’ailleurs le jardinier aurait-il été assez « stupide » pour ranger la clé de la cave avec les outils de jardinage, comme pour se désigner lui-même ?
Les défenseurs d’Omar Raddad ont présenté plusieurs scénarios pour ce crime, de profondes divergences s’étant déclarées entre eux à ce sujet.
- Dans un premier temps, les avocats de la défense, Maîtres Girard et Baudoux, ont admis que l’écriture était bien celle de Mme Marchal, qui aurait écrit sous la contrainte et même sous la torture. C’est le « scénario diabolique »[76]. Les expertises ont pourtant affirmé que les blessures de la victime ne sont pas dues à des actes de torture et cette thèse a été rejetée par toutes les parties[77].
- Un nouvel avocat de la défense, Maître Guidicelli, ne croit pas au « scénario diabolique » ; il ne conteste pas le rapport des premiers graphologues, mais pense que Ghislaine Marchal s’est méprise sur l’identité de son agresseur[78]. Cette hypothèse sera également envisagée par les enquêteurs (voir infra). La « zizanie » entre les avocats de la défense amènera Me Guidicelli à se retirer de l’affaire[79]
- Puis Maître Vergès prend les choses en main. Il conteste formellement les conclusions des graphologues et pense que c’est l’agresseur qui a écrit le message « de sa main gantée », traîné le corps de sa victime dans la chaufferie, et écrit de même le deuxième message, avec l’intention de faire croire qu'ils auraient été écrits par Ghislaine Marchal. C’est la « thèse de la mise en scène », qui sera présentée lors du procès[80]. Devant l’impossibilité de mettre d’accord ses trois avocats, Omar Raddad se séparera « à contrecœur » de Maîtres Girard et Baudoux 10 jours avant le début du procès[81].

Variante de la thèse de la mise en scène : le ou les assassins auraient transporté ou traîné la victime, inconsciente, devant les portes pour lui faire écrire les inscriptions en guidant son doigt trempé dans son propre sang, cependant que sa tête pendante, appuyée contre la « première porte », y imprimait la tache sanglante figurant sous le message. L’assassin aurait pensé que les enquêteurs identifieraient les empreintes, ce qui n’a pas été possible, les tracés étant « glissés ». Dans cette hypothèse aussi l’écriture serait celle de l’assassin, car lorsque l'on guide la main de quelqu'un pour lui faire écrire quelque chose, c’est l’écriture de celui qui tient la main qui apparaît.
Le détective Roger-Marc Moreau et l'experte en écriture Danièle Dumont développeront la théorie selon laquelle l'inscription incomplète ayant été tracée en premier en tenant la main du cadavre de la victime, cette dernière n'aurait pas été suffisamment lisible, d'où l'idée qu'auraient eue les auteurs du crime d'écrire plus clairement, en lettres géantes, la seconde inscription accusatrice.
Au sujet de l'hypothèse d'une mise en scène, l'accusation a soulevé une question : qui pouvait savoir qu'Omar Raddad allait se trouver à proximité du lieu du crime ce jour-là ? Le jardinier ne travaillait jamais le dimanche, et en ce jour de fête religieuse musulmane, il aurait dû rester en famille, ce qui rend sa présence très improbable ce dimanche 23 juin chez Francine P. Le capitaine Cenci estime que les deux seules personnes à le savoir étaient Francine P. et Omar Raddad lui-même. À moins que les inscriptions ne désignent un autre Omar.

### Enquête

#### Interpellation
Le soir de la découverte macabre, Francine P., qui réside à environ 800 mètres de la propriété de Ghislaine Marchal, indique aux gendarmes qu’elles ont en commun un jardinier répondant au nom d’Omar Raddad et que celui-ci est venu travailler chez elle, le dimanche 23 juin 1991.
Omar Raddad est arrivé en France en août 1985, ne parlant que le berbère. Il a été accueilli par son père, qui travaillait depuis une vingtaine d’années comme jardinier chez Francine P., qu’Omar décrit comme « une charmante vieille dame », et qui va l’embaucher aussi comme jardinier, d’abord à temps partiel. Il se marie avec Latifa Cherachini, de nationalité française et reste ainsi en France. Francine trouve au jeune couple un studio, et fait à Omar Raddad un contrat à durée indéterminée, pour qu’il puisse régulariser sa situation. C’est chez elle qu’il rencontrera Ghislaine Marchal, qui l’embauchera à son tour comme jardinier. Par la suite, Ghislaine Marchal a engagé Latifa comme femme de ménage, et a installé le jeune couple chez elle, dans un petit studio au-dessus du garage. À l’arrivée de leur premier enfant, le couple déménage, avec l’aide de Francine P. cette fois. Omar Raddad raconte dans son livre comment ces deux dames « se relayaient » pour les aider, et la gentillesse de Ghislaine Marchal à leur égard. « Elle ne perdait jamais l’occasion de nous faire des cadeaux ». Elle a demandé un jour à voir le bébé : « elle avait préparé pour nous une jolie table…elle n’aurait pas reçu autrement des membres de sa famille ». Il répète souvent que Mme Marchal était comme une seconde mère pour lui.
Les gendarmes, apprenant qu’il est de nationalité marocaine et craignant une fuite vers son pays d’origine, le recherchent activement dès le mardi 25 juin 1991. Mais il n’y a personne à son domicile, qui est perquisitionné. Omar Raddad avait obtenu de travailler exceptionnellement chez Francine P. le dimanche 23 juin afin de se libérer deux jours de suite, les lundi et mardi, pour la célébration de l’Aïd al-Adha. Il se trouve en fait chez la mère de son épouse, à Toulon. Cette dernière est allée s’y reposer, avec leurs deux enfants, dont un nouveau-né.

#### Garde à vue
Il est alors interpellé et placé en garde à vue, « comme témoin important » précise le capitaine Cenci, soucieux de montrer que l’enquête n’avait pas été orientée dès le début. Après avoir longuement interrogé le jardinier, Cenci note qu’il a toujours nié être l’auteur du crime et ne s’est jamais contredit. Il lui est apparu comme un homme « calme, réfléchi, atypique, déconcertant par son impassibilité, psychologiquement solide ». Le psychologue l’ayant examiné le décrit « analphabète tant en arabe qu’en français ».
D’après Omar Raddad, cette garde à vue a été épuisante, physiquement et moralement. Il dit n’avoir pas su qu’il pouvait demander l’assistance d’un avocat et d’un interprète, et qu’il était gêné par son manque de vocabulaire en français, les quelques mots qu’il avait appris dans son travail concernant « essentiellement le jardinage ». Lors de sa garde à vue, il n’a compris le sens du mot « tué » qu’en voyant les photos qu’on lui montrait. Et en voyant l’inscription sur la porte de la cave, « je n’y ai reconnu qu’un mot, « Omar », parce que c’est le seul que je sache écrire ». Il racontera de même que son avocat, Me Girard, et lui-même n’arrivaient pas à se comprendre, et qu’ils durent avoir recours à un détenu tunisien parlant les deux langues, autorisé à les accompagner au parloir. La question de ses difficultés en français a été fréquemment contestée par les enquêteurs et les juges, notamment lors de son procès.
Lors de la garde à vue, il dit avoir eu le sentiment que les gendarmes « écrivaient à peu près ce qu’ils voulaient sur les procès-verbaux » : lorsqu’il répondait en arabe, le gendarme continuait à taper, alors qu’il ne comprenait pas cette langue. Par extrême lassitude, et aussi par crainte d’être frappé, il aurait laissé entendre qu’il avait eu recours à des prostituées, mot qu’il dit ne pas avoir compris à l’époque. Lors de sa deuxième nuit au poste, il ne tenait plus debout : « les gendarmes me retiraient ma chaise chaque fois que je voulais m’asseoir. C’était un vrai supplice ». Le capitaine Cenci écrira qu’Omar Raddad n’a pas fait état de difficultés en français, et n’a pas demandé d’interprète.
Après la deuxième nuit de garde à vue, Omar Raddad raconte que les gendarmes l’emmènent chez lui et demandent à voir les vêtements qu’il portait le dimanche, et qui n’ont pas été lavés ; ils ne portent aucune trace de sang. Devant l’insistance des gendarmes, « j’ai fini par leur dire que je ne savais même pas faire marcher la machine à laver » écrira-t-il. Il raconte qu’au retour, les gendarmes se sont arrêtés près d’une boulangerie. L’un d’eux y entre, mais Omar Raddad affirme n’y « avoir prêté aucune attention », croyant qu’il allait acheter du pain. Sans faire descendre Omar Raddad de la voiture, les gendarmes le montrent de loin à l’une des vendeuses, qui ne sait pas si elle lui a vendu du pain le 23 juin. Or, d'après lui, la boulangerie dont il était client n’était pas celle-là. Il ne se serait aperçu que bien plus tard, en voyant son dossier, que cet arrêt avait pour objet de vérifier son alibi (voir infra).

#### Inculpation
À l'issue de sa garde à vue, au soir du 26 juin, Omar Raddad sera finalement présenté à Mme Sylvaine Arfinengo, juge d’instruction, pour l’interrogatoire de première comparution, toujours sans avocat, auquel il aurait renoncé « sans bien comprendre », ni interprète. Dès le 27, elle lui notifie son inculpation et le fait écrouer.

### Controverse

#### Sur la crémation de la victime
La juge signe le 1er juillet un permis d'incinérer, avant d’avoir reçu le rapport des médecins légistes. La crémation de Ghislaine Marchal, intervenue le 3 juillet, soit 5 jours après l'autopsie, est jugée prématurée par la défense, privée de la possibilité de demander une contre-expertise. On pourra lire dans la presse que la famille aurait voulu faire rapidement incinérer le corps. Affirmation lamentable, d’après le capitaine Cenci, qui affirme que ce délai n’a rien d’exceptionnel.
La controverse portera aussi sur les dernières volontés de Ghislaine Marchal. Elle aurait fait construire un « superbe caveau […] où elle souhaitait être enterrée », raconte une de ses amies à Jean-Marie Rouart. Or, selon sa sœur Claude, Ghislaine Marchal avait exprimé le désir d’être incinérée, comme le confirme un écrit trouvé par les enquêteurs. La concession en question avait été achetée par son deuxième mari, dont elle s’était séparée.
Partie peu après en congé maternité, Mme Arfinengo sera remplacée par le juge d'instruction Jean-Paul Renard.

#### Sur la date et l'heure du crime
La détermination de la date et de l’heure du crime a donné lieu à une controverse d’autant plus vive qu’Omar Raddad travaillait non loin de La Chamade le dimanche 23, mais qu’il n’était pas présent à Mougins le lundi 24.
- Le vendredi 28 juin, jour de l’autopsie à laquelle il a assisté, le capitaine Cenci rédige le procès-verbal aux fins d'inhumer, et situe le moment probable de l’assassinat le dimanche 23 vers 12 h, dans les minutes qui ont suivi l'entretien téléphonique avec Erika S[107]. Il justifie cette estimation en remarquant : « Elle [la victime] n’est pas habillée, pas maquillée » et sort juste de sa douche. Toujours très ponctuelle, elle était ce jour-là pressée d’aller déjeuner chez ses amis K., qu’elle avait même appelés vers 10 h 30 pour préciser l’heure du déjeuner. Elle avait acheté un cadeau pour son hôte, dont c’était l’anniversaire, et vu la faible distance à parcourir en voiture, elle aurait dû quitter La Chamade vers 13 h[108].
- Mais dans le rapport du 2 novembre 1991[109], les médecins légistes situent le moment du décès entre 11 h et 13 h 30 le lundi 24 juin[110]. Ils écrivent notamment que la rigidité complète du corps (examiné dans la cave le lundi 24 en fin de journée) indique que le décès remonte à plus de six heures[111]. Les avocats d’Omar Raddad ne découvrent qu’à la mi-décembre cette datation du crime, qui offre un alibi à leur client, et la signalent aussitôt... à la presse, et au juge. Le Parquet indique alors à la presse qu’il s’agit d’une simple faute de frappe d’une des secrétaires. Il fallait lire le 23. La défense fait remarquer que ce serait alors tout le paragraphe qui serait à revoir, et non seulement le chiffre 24[112]. À la suite de cette erreur, et pour lever toute ambiguïté, le juge demande aux médecins de préciser les éléments objectifs leur ayant permis de conclure à la date du 23 juin.
  - Pour justifier leur réponse, les experts précisent (rapport du 2 février) que le corps était à la température ambiante (température qu'ils n'avaient pas relevée), ce qui se produit au bout de 12 h, que la rigidité cadavérique était complète, ce qui se produit après 13 h, et que les lividités cadavériques avaient un aspect qui ne se voit [qu’] à partir de la 30e heure après la mort. Ils ajoutent que leur estimation se fonde aussi sur les constatations de l’enquête, concernant le laps de temps entre le dernier entretien téléphonique de la victime, à 11 h 45, et le premier coup de téléphone sans réponse de sa part, à 13 h 30[113].
  - Une contre-expertise, à partir du dossier, sera effectuée à la demande de la défense par le Docteur Le Poivre, qui conclut à un décès le 24, les yeux paraissant encore clairs d’après les photos alors qu’ils auraient dû être voilés au bout de 5 ou 6 heures[114]. Il estime en outre que si les lividités prouvaient vraiment un décès datant de 30 heures, il est inexplicable que les experts n’en aient pas tenu compte dans leur premier rapport[115].
  - Il existe pourtant une explication possible à cette supposée faute de frappe : les experts ayant indiqué s’être fondés sur les constatations de l’enquête, ils auraient peut-être oublié à quelle date l’enquête avait situé le crime. Croyant se souvenir que c’était vers midi le jour-même où ils avaient examiné le corps, ils auraient rédigé leur rapport, quatre mois plus tard, en ne retenant que les observations confortant cette hypothèse.
  - Pour le Major Cenci, il n’y a aucune supercherie dans cette regrettable faute de frappe. La défense au contraire, ironise, Maître Vergès parlant de « la mise en harmonie de l’art médical avec l’accusation »[116]. Elle va s'appuyer sur cet élément du rapport pour suggérer une pression du juge qui aurait fait avancer le moment du crime au 23 juin, puisque le 24, Omar Raddad avait un alibi, ayant pris le train au petit matin pour se rendre à Toulon fêter l’Aïd-el-Kébir en famille. Cette « erreur » contribuera à alimenter la thèse d'un « complot »[117]. Ce qui n’empêchera pas la défense de soutenir qu’Omar Raddad a bien un alibi le dimanche 23 juin. Cette fois, c’est au tour du capitaine Cenci d’ironiser : « La défense est poignante dans sa démarche [quand elle soutient l’alibi d’Omar Raddad le 23 juin] pour se lancer à corps perdu dans la thèse du meurtre du lundi 24 juin »[118].

#### Sur l'alibi d'Omar Raddad
Concernant son emploi du temps le dimanche 23, Omar Raddad en donne la description suivante lors de sa garde à vue :
- Il affirme avoir travaillé toute la matinée chez Francine P. et s’être absenté de son lieu de travail entre 12 h et 13 h 10 pour aller déjeuner à son domicile situé au Cannet à 5,5 km.
- Vers 12 h 05, il dit avoir acheté du pain dans une boulangerie du Val de Mougins. Ce point est d’importance, puisque c’est précisément aux environs de midi, le 23 juin, que l’enquête situe le meurtre de Ghislaine Marchal. Le capitaine George Cenci a voulu vérifier ce qu’il en était, juste après la garde à vue (voir supra). Il affirme que Raddad lui-même lui a désigné la boulangerie La Huche à pain, celle « où il n’y a pas d’escalier », celle « où il y a un homme qui [le] sert parfois »[119]. Vérification faite, personne ne se souvient de lui à La Huche à pain[120], où il n’y avait aucun boulanger à ce moment de la journée[121]. L’enquête en conclut qu’il n’a pas d’alibi aux environs de midi le 23 juin.

De son côté, Omar Raddad affirme n’avoir réalisé que bien plus tard, quand il eut accès à son dossier, qu’il y avait eu méprise sur la boulangerie. La sienne était « la première sur mon chemin – celle qui a des marches » écrira-t-il dans son livre, précisant y avoir fait longuement la queue ce jour-là.
Il y avait en effet une autre boulangerie non loin de La Huche à Pain. La journaliste d’investigation Ève Livet retrouvera, des années plus tard, cet autre boulanger, Marcel M. désormais à la retraite. Il lui confirmera qu’Omar Raddad était un client habituel, qu’il « venait assez régulièrement sur le coup de midi, midi et demi », et s’étonnera que la gendarmerie n’ait enquêté que dans l’autre magasin : « Chez nous jamais personne ne nous a posé de questions ». Lors du procès, le président Djian déclarera en effet « ne pas avoir connaissance dans le dossier de vérifications auprès de l’autre boulangerie ».
- En arrivant dans la cour de son immeuble, « vers 12 h 15 ou 12 h 20 », Omar Raddad dit y avoir aperçu le gérant du Casino, Jean-Pierre G[125]. Interrogé par Alain Léauthier, pour Libération, en septembre 1991, Jean-Pierre G. confirmera sa présence inhabituelle à cette heure-là dans la cour[126]. Il racontera que vers midi, revenant d’une promenade avec sa femme, son fils et leur chien, ils ont rencontré un voisin et convenu de monter déjeuner chez lui. Il précisera au journaliste qu’après être allé chercher des victuailles dans la réserve de son magasin « j'ai rejoint tout le monde chez notre ami, il devait être entre 12 h 15 et 12 h 25 ». Il dit n’avoir pas remarqué le jardinier « ce qui ne prouve rien d’ailleurs. Des fois on ne fait pas attention à des visages familiers »[127]. L’accusation signale qu’Omar Raddad n’a pas mentionné les autres personnes présentes, le voisin, l’épouse et le fils du gérant, qui ne l’ont pas remarqué non plus. Elle en conclut à l’absence d’alibi de l’inculpé[128]. Pour sa défense, Omar dira au juge que s’il avait su qu’il serait accusé, il aurait bien noté tous les détails utiles pour son alibi[129].
- Il indique enfin avoir quitté son domicile aux alentours de 12 h 40, et avoir repris le travail après 13 h 10 au Mas Saint-Barthélemy, la villa de Mme Francine P. Selon l'accusation et la partie civile, la fille de celle-ci, Arlette B. se serait étonnée de le voir revenir travailler aussi tôt alors que son activité ne reprenait généralement qu'à 13 h 30 : Omar Raddad lui aurait répondu qu'il rattrapait le retard qu'il avait accumulé le matin. Arlette B. a précisé qu’« il n’avait aucune attitude particulière, il était souriant, comme d’habitude », et qu’il était arrivé « dans la tenue de travail qu’il conserve toute la journée »[130]. Son époux lui trouve « les traits tirés », pense qu’il n’a pas déjeuné et lui offre un sandwich et une glace[121]. La défense fera valoir que s’il avait assassiné Ghislaine Marchal à l’heure du déjeuner, il aurait eu bien besoin de ces 20 minutes pour effectuer son crime et revenir à son travail sans avoir l’air de rien. En outre, comment ses vêtements n’auraient-ils pas été tachés de sang, puisqu’il ne s’est pas changé ? Me Leclerc voit au contraire dans ce retour prématuré un indice à charge : il serait revenu « se faire voir » sur son lieu de travail le plus tôt possible, pour avoir un alibi[131]. La question du retard à rattraper donnera lieu à polémique : il aurait été plus tard établi qu'il n'aurait eu en réalité aucun retard[30].
- Omar Raddad dit s’être arrêté en fin d’après-midi, après son travail, à une cabine téléphonique près de son domicile, pour appeler sa femme à Toulon[132]. Or, vérification faite, il l’a en fait appelée à 12 h 51 minutes ; il avait donc oublié ce détail, pourtant favorable à l’établissement de son alibi[133]', et fera remarquer qu’il ne pouvait deviner qu’il serait accusé d’un crime, et qu’il aurait à décrire avec précision tous ses faits et gestes du jour[134]. Le capitaine Cenci y voit une contradiction de plus dans ses propos, et s’interroge : « Le mensonge est-il chez Raddad une seconde nature ? »[135]. Les gendarmes vont minuter son trajet en motocyclette[136] et calculer qu’il aurait eu 35 à 40 minutes pour « accomplir son forfait »[137]. La justice conclut de toutes ces investigations et témoignages qu’il n’avait aucun alibi à l’heure du déjeuner, et qu'il aurait tout à fait eu le temps d'assassiner Mme Marchal entre 12 h et 13 h 10.

#### Sur le trajet d'Omar Raddad
Plusieurs personnes, dont messieurs Jean-Claude G. et Christian V., se trouvaient sur l'étroit chemin Saint-Barthélemy à Mougins, à un endroit situé entre la propriété de Francine P. (où Omar Raddad travaillait le dimanche 23 juin 1991) et la propriété de Ghislaine Marchal (où le crime a été commis). Pour se rendre à La Chamade, située au fond d'une impasse, ou pour en partir, Omar Raddad aurait obligatoirement dû passer devant eux ; or les deux hommes ne l'ont pas vu passer.
La fille de la gardienne de Francine P. a affirmé elle aussi qu’Omar n’est pas remonté vers la Chamade le dimanche 23 juin, car il serait passé le long de leur maison et, faisant aboyer leurs cinq chiens, aurait été repéré immanquablement. Une autre personne, Mme T. qui remontait le même chemin en voiture vers 12 h 30, ne l’a pas vu non plus, à l’heure où il aurait dû passer pour aller téléphoner à sa femme.

#### Sur les employeurs d'Omar Raddad
Les employeurs d’Omar Raddad, ainsi que la fille et le gendre de Francine P. se sont mobilisés dès son arrestation pour témoigner qu’ils ne croient pas à la culpabilité du jardinier et pour lui trouver un avocat. Leur mise sur écoute téléphonique, ainsi que les écoutes de la famille d’Omar Raddad, permettront aux enquêteurs de constater la multiplicité des appels de ces personnes entre elles, vers des avocats, ou vers la presse. Elles se réunissaient aussi pour discuter de l’affaire, et chercher des solutions.
Mme Francine P. sera mise en garde à vue malgré son âge, après avoir informé les enquêteurs d’un appel téléphonique anonyme qu’elle avait reçu le soir du 24 juin. Une voix d’homme lui avait dit : « Il en a fait de belles, votre jardinier. Elle l’a écrit avec son sang ». Il lui sera reproché de ne pas en avoir parlé tout de suite aux gendarmes, mais seulement six mois plus tard, en décembre.
Me Girard parlera de « la sympathie générale qui a été constante […] de la part de grands bourgeois » à l’égard du jeune jardinier marocain.
Pour les enquêteurs, « l’étau se referme » sur Omar Raddad. Les inscriptions l’accusent, la victime l’a reconnu et elle est coutumière de la faute d’orthographe constatée, la thèse de la mise en scène est impossible du fait du blocage de la porte, et il n’a pas d’alibi. En outre, lui seul et Francine savaient qu’il allait travailler ce jour-là à proximité de la Chamade. Il reste à déterminer le mobile du crime : ce sera le besoin d’argent.

#### Sur le mobile d'Omar Raddad
Pour le capitaine Cenci, Omar Raddad « n’est pas venu pour tuer ni même pour voler ». Il est venu réclamer de l’argent, et comme on l’a vu (supra), aurait été pris d’une fureur meurtrière devant les refus de Ghislaine Marchal.
L’enquête a établi qu’il aurait retiré de son compte de grosses sommes en deux ans (80 000 francs). Pour quel usage ? « Parce que les prostituées et les machines à sous ont un coût » affirme le capitaine Cenci. Omar Raddad répond que ces 80 000 francs appartenaient à son frère, qui n’avait pas de compte bancaire en France. C’est donc à la demande de son frère que, chaque fois qu’il repartait au Maroc, il retirait une somme à rapporter au pays.
Il existerait en outre un motif de friction entre le jardinier et ses employeurs lié aux demandes d’avance sur salaire. D’après Francine P., à qui le jardinier demandait aussi des avances, Ghislaine Marchal était « exaspérée » par ces sollicitations, estimant qu’« il ne fallait pas se laisser faire, pour son bien ». Son livre de comptes fait état, pour le mois de juin, d’une seule avance sur salaire de 1 000 Francs. La femme de ménage affirmera avoir été témoin d’une deuxième avance au jardinier, le 14 juin, ce qui est formellement contesté par Omar Raddad, et n’a jamais été noté par Mme Marchal. Au mois de juin, il avait également demandé à Francine P. par deux fois des avances pour payer son loyer ou envoyer de l’argent au Maroc à sa mère. L’enquête a montré qu’il n’a fait ni l’un ni l’autre.
Mais si le juge parle d’« énormes difficultés financières », le rapport de synthèse des enquêteurs n’en conclut pas moins : « Hormis les arriérés de loyer, l’enquête ne détermine pas d’autres dettes ou difficultés financières pour le couple Raddad ». L’enquête révèle que les comptes du couple sont créditeurs, en France comme au Maroc. Omar ne réclame d’ailleurs que ce qui lui est dû et qui correspond au travail effectué.
Pour sa défense, Omar Raddad fait valoir que pour avoir de l’argent « On peut voler. Pas besoin de faire quelque chose d’aussi sauvage que ça ». Accusé d’avoir, le jour du meurtre, pris l’argent liquide dans le sac de Ghislaine Marchal, il indique que sa patronne soupçonnait sa femme de ménage de plusieurs vols chez elle. Et s’il avait agi pour de l’argent, pourquoi n’aurait-il pas pris aussi les bijoux et la montre Cartier de la victime, lui que l’on a soupçonné d’avoir volé la chaîne en or de sa femme (voir infra) ?
Omar Raddad reconnaît toutefois qu’il joue aux machines à sous. Les procès-verbaux d'audition du personnel du casino de la Croisette de Cannes, et de deux autres établissements (soit 25 témoignages d’agents de sécurité) décrivent un homme fréquentant les machines à sous à 5 francs plusieurs fois par semaine. Omar Raddad affirmera au procès qu’il ne jouait que ce qu’il gagnait, et qu’il avait « parfois perdu ». Les représentants de l'accusation pensent qu'Omar Raddad aurait utilisé les avances sur salaires pour jouer au casino afin de récupérer sa mise, étant donné qu'il a caché sa passion du jeu à son épouse et aux magistrats.
Lors du procès, les enquêteurs évoqueront aussi la fréquentation de prostituées, mais Omar Raddad niera farouchement cette déposition, faite pendant la garde à vue (voir supra). Le capitaine Cenci explique qu’ils ont « harponné toute la Croisette pour trouver les prostituées que fréquentait Omar Raddad ». En cinq nuits de recherches, ils ne trouvent que deux jeunes femmes. N.X se souvient seulement qu’Omar l’avait regardée. Quant à F.X, elle dit avoir eu Omar Raddad comme client, le décrit comme « très pressant et excité », et réclamant ensuite d’être remboursé. Cette prostituée ne viendra pas finalement témoigner au procès, et niera plus tard avoir tenu de tels propos. Mais en attendant, l’enquête estime avoir trouvé une raison supplémentaire aux problèmes d’argent de l’inculpé.
À la fin du mois d’août, l’enquête estime donc avoir un présumé coupable, à la personnalité moins lisse qu’il n’y paraît, affligé de vices coûteux (le jeu et « les prostituées »), sans alibi, qui ment à sa famille, dépense pour ses vices l’argent du loyer, a de gros problèmes financiers, et devant le refus de sa patronne de lui accorder une avance sur salaire, n’a pas eu d'alternative que de la tuer. En outre, l'absence d'effraction à la Chamade et le supposé simple vol de 5 000 francs (762 euros) dans le sac à main de la victime – alors que les objets de valeur et bijoux sont retrouvés intacts dans la villa – orientent l'enquête vers un familier des lieux proche de la victime.
Omar Raddad se plaindra à maintes reprises, et notamment lors du procès (voir infra) d'avoir été délibérément et injustement « sali » par les enquêteurs, qui cherchaient à donner de lui une image aussi négative que possible, faute de la moindre preuve formelle de sa culpabilité.
Il reste en effet à confirmer l'hypothèse de son implication dans le meurtre par des preuves : elles ont été recherchées, dès le début de l’enquête, dans les analyses des prélèvements effectués sur la victime, sur les vêtements d’Omar Raddad et dans la cave (murs, sol, chevron, barre de fer etc.).

### Recherche de preuves et rôle des médias
En septembre, la presse mentionne le vol de l’argent liquide de la victime, et le goût d’Omar Raddad pour le jeu et « les prostituées » comme indices supposés des problèmes d’argent l’ayant mené au crime. Elle commence rapidement aussi à titrer sur les raisons de douter de sa culpabilité. Le 9 août, Nice Matin avait en effet appris, par une fuite du laboratoire de police scientifique, que les analyses des prélèvements effectués dans la cave, sur la victime, et sur le jardinier, n’avaient rien donné.

#### Premières analyses
Les premiers résultats d’analyses indiquent en effet que l’on n’a trouvé aucune trace du jardinier dans la cave, sur le chevron ou sur la barre de fer qu’il est censé avoir maniés, ni sur la victime (qui n’a pas été agressée sexuellement) ; le sang retrouvé sur le chevron, le tube galvanisé et sous les ongles de la victime est bien celui de Ghislaine Marchal', mais il n’y a aucune trace provenant du corps de la victime sur les vêtements d’Omar Raddad dont il a été confirmé que c’étaient bien ceux qu’il portait le 23 juin. Aucune empreinte digitale n'a été relevée sur les lieux du crime. Selon les gendarmes, aucune trace exploitable n'aurait été révélée, y compris celles de la victime elle-même sur son propre sac à main.
Aucune particule du sol de la cave sur ses chaussures, aucune trace de terre ou de brin d’herbe sur le sol de la cave, alors que le jardinier avait passé sa matinée à tondre l’herbe. Pour le capitaine Cenci, l’absence de trace de terre ou d’herbe sous les semelles s’explique par le fait qu’elles sont « totalement usées et lisses ».
Mais si Omar Raddad n’a pas prémédité son crime, ne portait donc vraisemblablement pas de gants et ne s’est pas changé, comment alors expliquer qu’il n’ait laissé aucune empreinte et que ses vêtements ne soient pas tachés de sang?
En octobre, le juge demande des précisions sur les modes de saignement de la victime : les enquêteurs répondent que « les hémorragies ont été surtout extériorisées […] sans projection importante ». Le peignoir aurait tout absorbé. Il y avait pourtant des éclaboussures de sang sur le mur de la chaufferie.
En octobre, l’analyse de la cisaille, arme présumée du crime, établit qu’on a trouvé sur l’outil de l’ « ADN animal », « le terme animal étant pris au sens large d’où le sang humain n’est pas exclu ». Pour le capitaine Cenci, le taille-haie pourrait donc être l’arme du crime. Il est toutefois à noter que les médecins légistes indiqueront lors du procès que « le taille-haie ne peut pas être à l’origine de certaines blessures profondes de la victime. ».

#### Deuxième et troisième analyses
Le juge Renard demande par deux fois au laboratoire Serma des expertises des traces de poussière de la cave sur les vêtements et les chaussures d’Omar Raddad, ainsi que d’éventuelles traces d’ADN. Il apprend que ces analyses n’ont rien donné, mais que le laboratoire a décelé la présence de « traces de plâtre ou de fibre de verre sur le pantalon d’Omar ».

#### Première grève de la faim
Le 18 novembre 1991, Omar Raddad entame sa première grève de la faim. Une nuit, dans son désespoir, il met le feu à sa couverture. Le 12 décembre, il est hospitalisé à Fresnes. Il ne consentira à se réalimenter que 36 jours plus tard, le 23 décembre, sur l’insistance de son père.

#### Deuxième demande de mise en liberté provisoire
La fin de l’année 1991 est une période délicate pour l’instruction. Le 18 décembre, la deuxième demande de mise en liberté provisoire a été rejetée, alors que la presse a relevé plusieurs éléments qui mettent en difficulté la thèse des magistrats : analyses négatives, grève de la faim de l’inculpé, affaire de la « faute de frappe » concernant la date présumée du meurtre que les avocats de la défense ont aussitôt signalée à la presse (voir supra). Me Girard, avocat de la défense, fait valoir que son client a été accusé à tort dans la presse de vol et de fréquentation des prostituées à la suite d’informations provenant « nécessairement de gens proches de l’enquête ». Dans ces conditions, il lui paraît justifié de défendre son client par le même moyen.

#### Troisième demande de mise en liberté
Le 12 février 1992, une troisième demande de mise en liberté provisoire doit être défendue par les avocats d’Omar Raddad. Mais quelques jours auparavant, le 6 février, avant que les résultats définitifs de la deuxième expertise aient été transmis à la défense, Nice-Matin est informé par « des sources proches de l’enquête » qu’il a été retrouvé « des poussières accusatrices » sur le pantalon d’Omar. Sous la plume de Paul Fronzes, le journal se demande si la révélation de ces résultats, encore officieux, par le parquet, n’aurait pas pour but de « faire contrepoids » à la nouvelle démarche de la défense.

#### Expertise
Or que disaient les expertises en question ? L’expert, M. Grafeille, constatait d’abord que le plâtre étant un matériau très commun, les traces trouvées sur le pantalon du jardinier « peuvent aussi provenir d’un autre environnement ». En outre, le matériau stocké dans la cave est de la laine de roche, et ne correspond donc pas aux microparticules de fibre de verre trouvées sur le pantalon de l’inculpé.
Au sujet des chaussures d’Omar Raddad, la composition chimique des fibres ne correspondait pas non plus avec les particules de la cave, mais l’expert signalait aux magistrats « une corrélation à l’état de traces » qui signifierait que l’accusé est passé dans cette cave à un moment donné, plus ou moins éloigné.
Pour les enquêteurs, la « corrélation à l’état de traces » est fondamentale, car elle prouve qu’Omar Raddad a marché sur le sol de la cave ; or il avait d’abord déclaré ne pas y être descendu depuis deux mois ; puis, le 18 février, il s’est soudain souvenu y être descendu deux jours avant le meurtre pour y entreposer des pots de fleurs. Pour les enquêteurs, il avait donc menti. Mais lui-même affirme « Je l’avais oublié ». Des pots de fleurs ont en effet été retrouvés dans la cave. Interrogé par Ève Livet plusieurs années plus tard, le juge Renard indique avoir commencé à douter de l’innocence du jardinier en raison, notamment, « de son changement de comportement concernant sa présence dans la cave dans un temps très proche du crime ».

#### Quatrième demande de mise en liberté
Le 18 mars, Me Girard et Me Baudoux doivent défendre en appel une quatrième demande de mise en liberté, qui sera rejetée comme les précédentes, alors que les résultats de la dernière expertise, favorables à l’accusé, ont été enregistrés le 13 mars et ne seront notifiés à l’accusé que le 9 avril.
C’est en ces circonstances que, le 4 mars 1992 paraît un article du Figaro : « Omar : nouvel accroc dans une image trop lisse ». Le juge « vient de délivrer une commission rogatoire » aux gendarmes pour établir si l’accusé n’aurait pas volé une chaîne en or à son épouse, par besoin d’argent. L’article indique qu’une personne du nom de Raddad a « négocié la vente » d’une chaîne en or dans une bijouterie en mai 1990, date à laquelle Omar Raddad affirme qu’il était au Maroc. L’article précise que l’enquête ne peut vérifier ce point, car le passeport d’Omar Raddad a disparu.
Cette commission rogatoire date en fait d’octobre 1991. Entre le 21 octobre et le 3 janvier, les enquêteurs ont contrôlé les livres de police de 70 bijouteries. Ils ont découvert effectivement la vente d’une chaîne en or dans l’une d’entre elles, en mai 1990, au nom de Raddad, mais c’est en mai 1991, soit un an plus tard, que Latifa Raddad avait constaté la disparition de sa chaîne. Quant au passeport d’Omar Raddad, les enquêteurs l’avaient saisi lors de la perquisition de son appartement, le 25 juin au matin.

#### Rapport entre Omar Raddad et la presse
Lors d’une rencontre avec le juge Renard, Omar Raddad se plaindra d’avoir été « sali dans la presse », accusé de vol et de commerce avec les prostituées, et ajoutera : « Je voudrais savoir qui a pu fournir ces informations » aux journalistes. Pour Ève Livet, la justice « avait été capable de savamment orchestrer fuites et fausses nouvelles pour parvenir à ses fins ». Le juge Renard, de son côté, affirme qu’il n’a jamais eu de contact avec les journalistes, et remarque que les enquêteurs s’en méfiaient aussi « car la presse leur était très critique ».

#### Les médias en accusation
« Le procès de rue a commencé le 26 juin 1991. Pourquoi ? » se demande en effet le capitaine Cenci. La garde à vue du jardinier n’était pas encore terminée que des informations paraissaient déjà dans la presse, alors que le procureur décidait d’ouvrir sans plus attendre une information judiciaire. Le capitaine Cenci estime que les fuites provenaient de « personnes ayant à en connaître ». Même sévérité de sa part pour des émissions de télévision où « la désinformation omniprésente est toujours à sens unique […]» Il met en cause également les avocats de la défense qui « ont facilement gagné la bataille de l’information, mais sans gloire […] L’opinion publique toujours prête à s’émouvoir a pris, sans savoir, fait et cause pour Omar Raddad ».
La partie civile se plaint aussi de l’attitude des journaux. Sous la plume de Me Leclerc, elle s’estime « victime d’une effroyable campagne de presse », et dénonce « les hypothèses les plus rocambolesques et les plus douloureuses » qui ont été publiées par les journaux.
Le journaliste Roger-Louis Bianchini, de Nice-Matin et France-Soir, estime pour sa part que les journalistes ont simplement fait leur travail « en exposant ce que l’on apprenait du dossier ».

#### Autre piste
L’enquête avait conclu que Ghislaine Marchal avait bien écrit les messages sur les portes, et que c’était donc son meurtrier qu’elle avait voulu désigner. Mais était-il possible qu’elle se fût trompée sur l’identité de son agresseur ?
Des investigations ont été conduites par les enquêteurs sur quatre autres personnes, avec comme idée directrice : ressemble-t-il à Omar Raddad ?
C’est ainsi qu’ont été successivement mis hors de cause le frère d’Omar, dont la victime trouvait qu’il ne lui ressemblait pas du tout, un ancien cuisinier de Ghislaine Marchal, parti en mauvais termes avec elle, et un Français, M.T., parti en Suisse deux jours avant le meurtre et qui aurait été victime d’une dénonciation calomnieuse d’après les enquêteurs ; tous trois « ne peuvent être confondus physiquement avec Omar Raddad » précise le Major Cenci. Enfin un homme, Gilbert F., vivant dans une caravane à proximité de La Chamade, qui disait se trouver au Maroc le jour du crime, et avait présenté son billet d’avion et son passeport portant les tampons d’entrée et de sortie du territoire.

#### Deuxième grève de la faim
Après un cinquième refus de mise en liberté provisoire, à peine remis de sa précédente grève de la faim, Omar Raddad en entame une nouvelle, le 16 avril 1992. Quelque temps après, il décide de cesser aussi de boire. Le 16 juin, le juge vient à l’hôpital lui signifier, à son immense déception, un mandat de dépôt d’un an. Parmi les motifs invoqués : «… les faits qui lui sont reprochés ont gravement troublé l’ordre public ». Me Girard se demande « si ce trouble n’est pas plutôt celui causé par la détention d’une personne innocente » et souligne qu’une seule expertise lui a été défavorable jusqu’à présent : celle des graphologues. Omar Raddad finira par renoncer à cette grève de la faim, après 35 jours de privations.
Le 5 mars 1993, le procureur Farret achève son réquisitoire. Les éléments retenus contre Omar Raddad sont les inscriptions qui l’accusent, son absence d’alibi et les traces de poussière de la cave sous ses chaussures. Il s’agit probablement de la « corrélation à l’état de traces », puisque les résultats de toutes les autres expertises lui étaient favorables (Voir supra).

#### Tentative de suicide d'Omar Raddad
Omar Raddad est transféré le 22 mars à la maison d’arrêt de Nice et placé dans une pièce « sordide », celle où l’on met les nouveaux arrivants. « Les toilettes étaient bouchées, les prises de courant cassées, les murs maculés de taches » écrira-t-il. Il raconte que dans son désespoir et sa révolte, il a avalé une lame de rasoir après l’avoir mise dans de la mie de pain. Il prévient le gardien qui, d’après lui, s’en fiche ouvertement. « Sans doute avait-il souvent eu affaire à des détenus qui jouaient la comédie » remarque Omar, qui écrira ne pas lui en avoir voulu. Il se taillade alors les veines et obtient d’être soigné. Le lendemain, il est transféré dans une cellule normale où il attendra son jugement pendant dix mois.
L'instruction se termine au printemps 1993. Les avocats d'Omar Raddad tentent d'invoquer le non-lieu en se référant à des présumés manquements dans la procédure. Cependant la chambre d'accusation rejette cette demande et renvoie Omar Raddad devant les assises de Nice, le 14 avril 1993.
Omar Raddad se sépare de ses deux avocats, et s’en remet à Me Vergès. Il raconte que c’est son voisin de chambre à l’hôpital de la prison de Nice qui lui a conseillé de prendre un troisième avocat, Me Vergès. Mais devant l’impossibilité de mettre ses trois avocats d’accord sur la question de l’auteur des messages sanglants, après une valse hésitation révélatrice de son désarroi, il dut se résigner à se séparer de Me Girard et Me Baudoux.
Me Vergès lui fit aussitôt renoncer au pourvoi en cassation sur la décision de la chambre d’accusation, que ses collègues avaient introduit le 15 avril. Ce faisant, Omar Raddad renonçait à soulever la nullité des procès-verbaux, en garde à vue et en première comparution, au motif qu’il n’avait pas bénéficié d’un interprète. L’objectif de Me Vergès était d’éviter de nouveaux délais dans la procédure.

### Procès
Le procès d'Omar Raddad s'ouvre le 24 janvier 1994 devant une salle comble, « en majorité acquise au jardinier et persuadée qu’il serait acquitté ». Le capitaine Cenci estime que la défense a « occupé seule le terrain médiatique » et « façonné l’image » d’un innocent injustement accusé. L'accusé est défendu par Jacques Vergès assisté de Me Pétillault, et s’exprime en arabe, avec l’aide d’un interprète.
De son côté, la famille de Ghislaine Marchal sollicite les services de Me Henri Leclerc, vice-président de la Ligue des Droits de l’Homme, collègue et ami du bâtonnier Bernard du Grandrut, beau-frère de la victime. Me Henri Leclerc avait précisé, dans un entretien accordé à Jeune Afrique : « Si la famille m’a choisi, c’est justement parce qu’elle ne voulait pas de dérive raciste ». Le président de la Cour, Armand Djian, est présenté par le capitaine Cenci comme un homme de grande expérience et rigueur intellectuelle, qui connaît parfaitement ses dossiers « dans le moindre détail », et qui est doté d’une « autorité naturelle à s’imposer ».

#### Lecture de l’arrêt de renvoi de la chambre d’accusation
Le procès commence, comme c’est l’usage, par la lecture de l’arrêt de renvoi de la Chambre d’accusation. L’inculpation d’Omar Raddad va s'appuyer sur les éléments suivants :
- Les inscriptions en lettres de sang, qui le désignent explicitement, et le système de blocage de la porte de la cave de l'intérieur, qui conforte le juge dans sa conviction que ces messages ont été écrits par la victime.
- Les besoins d’argent de l’inculpé, manifestés par les demandes d’avance sur salaire à ses employeurs.
- L'absence d’alibi : les informations données par Omar Raddad sur son emploi du temps, le dimanche 23 juin, entre 12 h et 13 h 10 (heure retenue du crime), n’ont pas été confirmées par les personnes interrogées.
- Enfin, l'absence d'effraction à la Chamade et le supposé simple vol de 5 000 francs (762 euros) dans le sac à main de la victime – alors que les objets de valeur et bijoux sont retrouvés intacts dans la villa – orientent l'enquête vers un familier des lieux proche de la victime. Or Omar Raddad, comme la femme de ménage mise en cause par la défense, possédaient la clef du portail d'entrée.

On procède à l'analyse de la personnalité de l'accusé. Les témoignages des gendarmes et de l’expert psychiatre lui sont dans l’ensemble favorables. On évoque ses dépenses, ses demandes d’avance sur salaires, sa passion du jeu, la question du bijou disparu. Ses proches lui « décerne[nt] des louanges » et sont tour à tour interrogés par le président sur le niveau de français de l’accusé. Omar Raddad est décrit par son épouse Latifa comme un « bon père de famille » sans histoire.
Le président Armand Djian, qui a vécu en Algérie, où il a commencé sa carrière, cite plusieurs fois le Coran pour s’étonner de l’illettrisme de l’accusé, ou qu’on l’ait vu manger un jour de ramadan, ou pour lui reprocher les jeux d’argent auxquels il s’était livré et son commerce supposé avec des prostituées, contrairement aux préceptes de l’Islam. Un incident de séance a lieu pendant le témoignage de Latifa Raddad qui affirme que « son mari est si gentil qu'il ne pourrait faire de mal à une mouche », ce à quoi le président de la cour d'assises Armand Djian, faisant référence à la fête de l'Aïd-el-Kébir, lui répondra « mais il égorge le mouton ».
Omar Raddad fera remarquer que « le président semblait avoir oublié qu’il devait juger si j’avais ou non tué Madame Marchal, et non si j’étais un bon ou un mauvais musulman ». Me Vergès n’a pas réagi à ces propos du président, estimant qu’il n’y avait là rien qu’on pût lui reprocher d’évident. Mais l’insistance du président Djian à interroger le prévenu sur ses pratiques religieuses en choquera plus d’un : Maurice Peyrot parle de « réflexions désagréables »,  Solène Haddad s’étonne de « ces élucubrations qui n’ont que peu de rapport avec l’affaire » et s’interroge sur le « caractère potentiellement raciste » de la réflexion sur l’égorgement du mouton. Le président Djian se défendra par la suite, lors d'un entretien avec la journaliste Ève Livet, de toute intention raciste dans ses propos, faisant valoir que la défense n’a pas demandé de donner acte.

#### Analyse d'Omar Raddad
Les jours suivants, on examine longuement la fréquentation des machines à sous par Omar. Les procès-verbaux d'audition du personnel du casino de la Croisette de Cannes décrivent un homme fréquentant l’établissement plusieurs fois par semaine. Suivra une longue étude de son compte en banque au Maroc, qui suscitera une certaine impatience des jurés, notée par le capitaine Cenci.
Par ailleurs, le jardinier marocain aurait régulièrement demandé des avances sur salaires à ses employeurs afin, leur aurait-il dit, de payer son loyer. Ce motif sera contredit par le témoignage du gérant de son logement, car Omar Raddad lui devait un mois de loyer (mai 1991). Les représentants de l'accusation pensent qu'Omar Raddad aurait utilisé les avances sur salaires pour jouer au casino afin de récupérer sa mise, étant donné qu'il aurait caché sa passion du jeu à son épouse et que, devant les demandes de leur jardinier, ses employeurs seraient convenus de ne plus céder.
Le président revient sur la fréquentation de prostituées, « Un sujet auquel il tenait décidément beaucoup » remarque Omar, qui nie farouchement cette déposition, faite sans interprète lors des premiers interrogatoires. « Je voudrais bien qu’elles viennent, dit-il, car je ne les connais pas et elles ont fait des déclarations déshonorantes à mon sujet ». La prostituée interrogée par les gendarmes lors de l’enquête ne viendra pas finalement témoigner au procès. Retrouvée et entendue par le détective Roger-Marc Moreau en 1995, elle démentira, affirmant de plus que les militaires de la gendarmerie lui auraient fait signer une audition inexacte sans lui avoir fait relire le texte. Par la suite, elle n'aurait pas reçu de convocation pour témoigner au procès, alors que, contrairement à ce qui avait été prétendu, elle résidait toujours à la même adresse à Marseille (13), dans un appartement dont elle était la propriétaire.
Une prostituée occasionnelle, N.X., viendra dire qu’elle a remarqué Omar Raddad sur la Croisette et qu’il l’a fixée du regard, mais qu’elle ne l’a jamais eu comme client (elle ne se prostituait d’ailleurs pas encore à l’époque).
Francine P. est longuement interrogée, ainsi que sa fille et son gendre, sur les demandes d’avances sur salaires du jardinier (voir supra) et son attitude le 23 juin à l’heure du déjeuner : « si Omar avait eu du sang sur lui, mon chien ne l’aurait pas laissé tranquille », remarque-t-elle.

#### Analyse de Ghislaine Marchal
Au sujet de la personnalité et de la vie de Ghislaine Marchal, son fils, visiblement bouleversé, témoigne que plus qu’une mère, elle a été pour lui une amie et une confidente. Il dit avoir été très blessé de lire certaines choses sur elle. « Cette affaire a été pour nous un drame épouvantable et le restera ».
Madame Marchal adorait cet unique enfant, né en 1945 alors qu’elle n’avait que 19 ans. Elle avait été très marquée par la déportation de ses deux parents, entrés dans la Résistance. Sa mère seule en était revenue. Ghislaine Marchal est décrite comme une femme au caractère affirmé, pouvant être adorable mais qui « pouvait pousser à bout », exigeante mais juste, avec de grandes qualités de cœur, courageuse et intraitable. Elle n’était pas du genre à se laisser faire, et n’aurait jamais écrit, même sous la torture, contre sa volonté. On la présente comme une personne secrète. Personne ne sait rien de l’éventuelle vie sentimentale de Ghislaine Marchal, et Omar remarque : « Le juge n’a pas insisté. J’ai remarqué qu’il était beaucoup plus discret sur sa vie privée que sur la mienne ».

#### Témoignage de la femme de chambre
La femme de chambre donne une description des demandes d’argent d’Omar à sa patronne qui amèneront l’inculpé à protester, et affirmer qu’elle ment (voir supra). Elle déclare aussi que le samedi 22 juin, vers 10h, Ghislaine Marchal avait reçu un appel téléphonique à la suite duquel elle lui avait donné son congé jusqu’au mardi matin. Liliane R. aurait pensé que sa patronne était invitée et qu’elle « devait partir loin ». Cette déclaration fait l’effet d’un coup de théâtre aux assises. La femme de ménage avait pourtant déjà signalé ce congé du lundi aux enquêteurs, en juillet, mais elle n’avait pas mentionné alors l’appel téléphonique. Ces « additions » à sa précédente déposition seront prises très au sérieux par la défense lors de la recherche d’éléments nouveaux (voir infra).

#### Alibi
L’examen de l’alibi d’Omar Raddad le 23 juin donne lieu à l’audition des deux vendeuses de la boulangerie la Huche à pain et du gérant du magasin Casino (voir supra : Omar Raddad avait-il un alibi ?).
Une habitante de l’immeuble où habitait Omar Raddad, Mme Marie-Maryse B., témoignera aux enquêteurs qu’elle est restée sur son balcon de 11 h 30 à 12 h 45 pour guetter l’arrivée de sa fille, mais qu’à aucun moment elle n’a vu arriver Omar Raddad. « Durant ce laps de temps, je n'ai absolument pas vu Omar Raddad arriver sur son cyclomoteur. Son époux, interrogé par Me Vergès, admettra : « On ne l’a pas vu mais il est peut-être venu ». Réentendue en 1995 par le détective Roger-Marc Moreau chargé d'une contre-enquête par Me Vergès, elle ne pourra pas expliquer comment elle a fait pour préparer le repas tout en restant continuellement sur son balcon pendant le laps de temps indiqué. De surcroît, cette personne souffrirait de difficultés de concentration et présentait des troubles des facultés cognitives à la suite de séquelles liées à un accident vasculaire cérébral.

#### Scellés
Les scellés auraient subi diverses péripéties. Des échantillons de sang auraient été confiés, sans ordonnance du médecin légiste, à un pharmacien qui n’était pas équipé pour ce travail et se plaignait que le sang lui était arrivé détérioré. Les experts chargés de rechercher des empreintes sur le sac de la victime ne l’auraient reçu que cinq mois plus tard, sous scellé ouvert. Le capitaine Cenci répond point par point à ces critiques dans son livre. Il explique notamment qu’en ce qui concerne le chevron, l’enquête a privilégié la recherche d’ADN à celle d’empreintes, ces études s’excluant mutuellement. Il note que si Me Vergès a cherché à créer le doute sur ces expertises et « la célérité de l’enquête », il ne lui a posé aucune question pendant le procès, à sa grande surprise : « N’ayant pas eu de question, je n’ai pas eu à ouvrir mon porte-documents ».
Le cinquième jour est consacré entre autres au profil de l’accusé, qui ne sait ni lire ni écrire dans aucune langue, comprend « les termes usuels de la langue française », est « poli et calme ». On examine en détail son handicap à la main droite, résultant d’un accident survenu en 1988, ce qui ne l’aurait pas empêché d’assassiner Ghislaine Marchal.
Après un exposé des experts et médecins sur les blessures de la victime, l’arme supposée du crime et sa datation, l’assistance écoute, « dans un silence de plomb », le major Cenci donner sa version du scénario de l’agression (voir supra). Me Vergès fait remarquer que l’enquêteur, en tant que témoin, n’a pas à donner son interprétation des faits, ni à faire un réquisitoire contre l’inculpé. Il reproche à l’enquête d’avoir été orientée dès le début, et affirme que d’autres pistes n’ont pas été recherchées.
Me Vergès accuse notamment les enquêteurs d’avoir détruit la pellicule de photos « sans doute intéressantes » qui a été retrouvée dans l’appareil de Ghislaine Marchal. Le capitaine Cenci s’étonnera de n’avoir pas été interrogé alors sur leur contenu : il s’agissait de photos de la propriété et de Mesdames Francine P. et Colette K. posant au bord de la piscine ; ces photos ont probablement été prises le mercredi 19 juin, jour où Francine P. confirme qu’elles avaient été invitées à déjeuner à La Chamade.
Me Vergès revient sur le voisin, Gilbert F., qui avait affirmé être au Maroc le jour du crime. Il fait remarquer que le billet et les tampons sur son passeport ne prouvent pas que c’est bien lui qui a fait ce voyage et demande pourquoi on n’a pas vérifié les affirmations de cet homme, en contradiction avec celles de sa compagne ? Il lui est répondu qu’il « ne ressemblait pas à Omar Raddad ».
Puis le débat porte sur l’incinération du corps de la victime, conformément à ses dernières volontés (voir supra). Le capitaine Cenci dit avoir attendu en vain des questions de la défense à ce sujet.

#### «Impressionnisme judiciaire»
À propos de ces journées, le journaliste Maurice Peyrot parle « d’impressionnisme judiciaire » : lorsque le dossier de l’accusation est maigre, la justice « a une méthode qui consiste à multiplier les doutes sur des aspects mineurs de l’accusation ». Ces multiples petites touches, ces petits éléments ne prouvent rien, mais en les accumulant, on finit par « créer un doute sur l’innocence ».
La journaliste Ève Livet dit du président Djian qu’il prenait tout son temps, entrant minutieusement dans tous les détails, comme pour « avoir les jurés à l’épuisement ». Il était accusé par les avocats d’avoir « un parti pris certain de départ ».

#### Démission des jurés
Deux jurés se retirèrent en deux jours, sous divers prétextes. Un autre juré confiera à VSD, après l’audience : « ça m’a fait mal, parce que je suis sûr qu’ils étaient comme moi, bouleversés, et qu’ils se sont retirés pour ne pas avoir à prendre parti ». Il parle d’une ambiance « anti-Omar ». Pendant les interruptions de séance, il y avait ceux qui « suivaient le président » et qui s’exprimaient le plus. Les autres, comme moi, restaient dans leur coin ».

#### Présentation des inscriptions
En début d’après-midi, le sixième jour, le président fit apporter les deux portes avec les inscriptions en lettres de sang. « Les murmures se turent dans la salle et chacun retint son souffle ». Ce fut un intense moment d’émotion. Selon Maître Henri Leclerc, avocat de la partie civile, « dire qu’elle n’a pas délivré ce message, c’est nier l’ultime manifestation de courage infini de cette femme agonisante ». « Il est clair que ces portes ont eu un impact psychologique indéniable, et pour les enquêteurs, et pour la cour d’assises » dira plus tard le juge Renard.

#### Contestations graphologiques
Me Vergès conteste que l’écriture des messages soit celle de la victime et met en doute la pertinence des expertises graphologiques : il se lance dans l’évocation des affaires Gregory et Dreyfus, et conclut que les graphologues devraient être « écartés des tribunaux ». Il entreprend de démontrer les dissemblances entre les lettres sur les portes et celles des mots croisés de Ghislaine Marchal, et obtient du graphologue Gilles Giessner qu’il admette « une probabilité des deux tiers qu’elle ait écrit, et d’un tiers non ». Les médecins, quant à eux, réaffirment que Ghislaine Marchal était restée lucide et savait ce qu’elle faisait.
Quant à la prostituée qui, lors de l’enquête, avait reconnu avoir eu Omar Raddad comme client, elle ne viendra pas finalement témoigner au procès. Elle avait écrit en janvier pour dire qu’elle ne viendrait pas, furieuse que son état civil ait été donné à la presse. Le président annonce qu’on ne l’a pas retrouvée, et lit à l’assistance la déposition de cette personne, la seule qui présente Omar sous un jour défavorable. Me Vergès laisse passer.
On a vu (voir supra) que le détective Roger-Marc Moreau retrouvera cette femme en 1995, et qu'elle démentira sa déposition. Ève Livet retrouvera aussi sans difficulté F.X. quelques années plus tard et lui fera relire son procès-verbal d’audition. F.X affirmera qu’elle n’a « jamais dit ça », et regrettera son témoignage. Elle aurait signé sa déposition sans l’avoir lue.
Suivront la plaidoirie de Me Leclerc et le réquisitoire de l’avocat général, qui reprennent les conclusions de l’enquête, puis la plaidoirie de Me Pétillault pour la défense, qui soutient la thèse de la mise en scène et la datation du crime au 24 juin.
Le défenseur d'Omar Raddad, Me Vergès, met en avant notamment les éléments suivants :
- Le chef de la gendarmerie a privilégié une hypothèse dès le départ. L’enquête a été bâclée et menée exclusivement à charge.
- La victime a été traînée par son meurtrier et ne s'est jamais relevée. L’écriture des messages n’est pas celle de Ghislaine Marchal.
- Les légistes ont essayé de « faire coller » leurs constatations aux hypothèses des enquêteurs[244].
- Quoi que Omar dise ou fasse, il a toujours tort pour ses accusateurs : il arrive en avance à son travail, c’est qu’il veut « se faire voir », il est calme, c’est le calme d’un assassin, il se trompe sur l’heure de son appel téléphonique, c’est qu’il ment[245].
- Il n’a pas de mobile, et il n’existe aucune trace de lui nulle part, aucun indice.
- Il n’y a aucune preuve qu’il ait pris l’argent dans le sac à main de la victime : quand il est arrivé à Toulon, il n’avait que très peu de liquide sur lui.
- L’hypothèse de la présence du chevron a été rajoutée après coup pour expliquer le blocage de la porte.
- Les enquêteurs n'ont fait aucune investigation dans le milieu proche de la victime (héritiers potentiels, famille proche, milieu des affaires).

#### Condamnation
Le 2 février au soir, Omar Raddad est condamné à 18 ans de réclusion criminelle, la cour le reconnaissant coupable du crime avec circonstances atténuantes. Beaucoup de pénalistes présents lors du procès furent unanimes pour constater le peu de combativité de la défense devant les jurés et selon certains, le manque de connaissance du dossier de Me Vergès. Jacques Vergès expliquera qu'il avait été volontairement sobre car, contrairement à ses autres procès médiatisés, il défendait un homme dont il était convaincu de la réelle innocence. Il n’aurait pas voulu de stratégie de rupture, susceptible d’indisposer les jurés.
À propos de l’attitude du président Djian lors du délibéré, qui réunissait autour de lui les 9 jurés et deux autres magistrats, Me Vergès confiera à Ève Livet avoir été choqué par « le travail qu’il a fait pendant les six heures et demie dans le dos de la défense ». Il pense qu’Omar aurait été acquitté sans la pression exercée par le président pour amener les jurés à voter la culpabilité. L’un d’entre eux accepta par la suite de confier au journal VSD ses impressions du délibéré : dès qu’une des personnes présentes manifestait des doutes sur la culpabilité d’Omar Raddad, le président reprenait alors toute l’affaire, avec douceur et en détail. « C’était très subtil et très long […] et à la fin, on ne savait plus quoi penser ». Il décrit aussi les idées reçues de certains jurés sur « une supposée mentalité maghrébine ».
Une information judiciaire fut ouverte après cette publication, et les neuf jurés furent interrogés, ainsi que le journaliste de VSD, Antoine Casubolo. D’après l’arrêt du 1er décembre 1994 de la chambre d’accusation de la cour d’appel d’Aix en Provence, ce journaliste a admis n’avoir pu contacter aucun des jurés. À la suite de quoi fut rendue une ordonnance de non-lieu.
Après la condamnation, sur les marches du palais de justice, Me Vergès fera sensation en lançant une phrase qui marquera les esprits : « C'est la célébration de l'anniversaire du centenaire de l'Affaire Dreyfus. Il y a cent ans, on condamnait un officier qui avait le tort d'être juif, aujourd'hui on condamne un jardinier parce qu'il a le tort d'être maghrébin ».

#### Protestations
Le verdict fut très critiqué, tant en France qu’au Maroc, où il souleva la colère de la population. En France, il va contribuer à relancer le débat sur la réforme de la cour d’assises, accusée de prononcer de lourdes condamnations sans preuves et sans possibilité de faire appel.
Sabine Mariette, ancienne présidente du Syndicat de la magistrature, estime que cette affaire est « révélatrice de tous les dysfonctionnements judiciaires » qui peuvent amener quelqu’un à la cour d’assises « sans que tout ce qui aurait pu être fait pour exploiter justement les éléments à décharge ne l’ait été », un système dans lequel « l’intime conviction » des enquêteurs et magistrats suffit à orienter celle des jurés.
Dix-huit avocats font paraître une déclaration, dès le 5 février, pour dénoncer la condamnation d’Omar Raddad « sans charge suffisante » et réclamer un nouveau procès. À la suite de quoi l’Union syndicale des magistrats s’indigne de cette déclaration et fustige « une petite minorité d’avocats politisés et avides de publicité » qui dénigrent la justice.

## Tentatives de réhabilitation d'Omar Raddad

### Rebondissements et pourvoi en cassation
À la suite du procès, deux détectives privés, sont mandatés par la défense pour mener une contre-enquête afin de trouver des éléments nouveaux susceptibles d’obtenir la révision de la condamnation. Maître Jacques Vergès sollicite les services du détective Roger-Marc Moreau, tandis que maître Georges Girard, l'un des deux premiers avocats d'Omar Raddad, recommandés par Moulay Hicham ben Abdellah el-Alaoui (neveu d'Hassan II), mandate de son côté le détective Bernard Naranjo, dont les investigations sont financées par un proche du roi Hassan II,.

#### Création d'un comité de soutien et publication de deux livres
En mars 1994, l’écrivain Jean-Marie Rouart fait paraître un livre sur l’affaire, au titre évocateur : « Omar : la construction d’un coupable ». Il indique l’avoir écrit en trois semaines, « dans la hâte et dans la passion. L’indignation me brûlait ». Il pense qu'Omar Raddad aurait été victime d’un complot, et met en cause la famille de la victime et les juges, sur fond d’éventuels règlements politiques obscurs. Il critique l’enquête, s’indigne de l’incinération rapide du corps et de la destruction des dernières photos prises par la victime, soutient la thèse d’un assassinat le 24 juin, se glisse même dans le jardin de La Chamade en franchissant clôtures et haies, afin de prouver que l’assassin aurait pu entrer sans avoir de clé. Il détaille les activités multiples, en Afrique notamment, et les nombreuses relations dans les milieux d’affaires, d’un des beaux-frères de Ghislaine Marchal et s’interroge sur les risques potentiels des contacts qu’il aurait pu avoir. Il s’interroge aussi sur l’influence éventuelle de l’autre beau-frère de Ghislaine Marchal, le bâtonnier du Grandrut, et suggère dans un article du Figaro que « la justice a donné l’impression de s’être laissé dicter ses décisions par une camarilla de « chers confrères ».
Très mobilisé sur cette affaire, il rencontre les avocats d’Omar Raddad, se fait inviter à une émission de Bernard Pivot et organise un comité de défense d’Omar Raddad en faisant signer une pétition à des personnalités, écrivains célèbres, académiciens, avocats. Il fera même inviter Omar Raddad à l’Académie française après sa libération.
À la suite d’une plainte en diffamation, examinée en janvier 2002, il sera condamné au paiement de dommages et intérêts à la famille de la victime. Les juges relèveront la gravité de ses propos, l’absence de preuves du prétendu complot, le manque de prudence dont il a fait preuve, se dispensant par exemple de contacter la famille de Ghislaine Marchal à propos de l’incinération ou des photos détruites. Pour les juges, son hypothèse ne repose « que sur des éléments épars, incomplets et dont la recherche est surtout la conséquence d’une conviction et non son préalable ».
C’est également en mars 1994 que paraît le livre de Me Vergès, Omar m’a tuer : Histoire d’un crime. Vergès est à cette époque poursuivi par le parquet de Nice pour son commentaire sur le supposé racisme du verdict. Il reprend assez succinctement les détails de l’affaire, en insistant sur la critique des expertises graphologiques et des graphologues en général, et propose une réforme des assises. Sont visées la participation des magistrats au délibéré, l’absence de motivation des arrêts de la cour et l’impossibilité de faire appel d’une condamnation aux assises.

#### Rejet du pourvoi en cassation
Le 9 mars 1995, le pourvoi en cassation formé par la défense de Raddad est rejeté, la Cour de cassation n'ayant relevé aucune faute de procédure et arguant que l'accusé a eu droit à un procès équitable.

### Nouvelles hypothèses

#### Piste de la camionnette du peintre
Près de trois mois après le verdict de la cour d'assises, Jacques Vergès avait tenu une conférence de presse, le 4 mai 1994, en compagnie d'une Néo-Zélandaise, Patricia C., résidente épisodique de Mougins. Elle s'était manifestée à la suite de la lecture du livre de Jacques Vergès, Omar m'a tuer : histoire d'un crime. Le jour du crime, elle aurait remarqué devant son domicile, situé à quelques kilomètres de la villa de Ghislaine Marchal, une camionnette apparemment abandonnée avec, à l'intérieur, des traces de sang et des chevrons de bois à l'arrière. Le véhicule aurait disparu quelques jours plus tard. Après vérifications, la gendarmerie de Mougins constate qu'un peintre, voisin de Mme Patricia C., possède une camionnette correspondant à cette description, et qu'il lui est arrivé effectivement de transporter des planches de bois et un produit rouge pour la moquette, que le témoin a pu confondre avec du sang.

#### Piste du «second Omar»
Fin mai 1994, le journal Libération mentionne la piste d’un « second Omar ». Le détective Bernard Naranjo dit avoir appris que Ghislaine Marchal connaissait un jeune homme prénommé Omar. Elle aurait été vue en sa compagnie quelque temps avant le meurtre devant un casino.
La gendarmerie de Mougins interroge cette personne et conclut qu'il s'agit d'une dénonciation calomnieuse étant donné que ce jeune homme, résidant à quinze kilomètres de Mougins, n'aurait absolument aucun lien avec Ghislaine Marchal. Il n'avait de commun avec l'accusé Omar Raddad que le prénom. Ève Livet signale que la Chancellerie a demandé au Parquet d'ouvrir une enquête à ce sujet, mais n'en a trouvé aucune trace dans le dossier. Elle se demande si ce n'est pas lui que les criminels auraient voulu désigner, pour le faire accuser d'un crime qu'il n'aurait pas commis.

#### Piste du codétenu de Mohamed M.
Le 12 septembre 1995, Mohamed M., ancien détenu de la prison de Clairvaux, révèle, dans le journal quotidien marocain L’Opinion, qu'un de ses anciens codétenus lui aurait confié être le véritable assassin de Ghislaine Marchal. Il aurait eu comme petite amie une ancienne femme de ménage de Ghislaine Marchal, renvoyée à la suite de la disparition d’une somme d’argent. Ayant entrepris de cambrioler la villa, ils auraient été surpris par Ghislaine Marchal et l’auraient tuée. C'est lui qui aurait écrit « OMAR M'A TUER ». Une enquête préliminaire est ouverte par le parquet de Grasse afin d'interroger le détenu en question, Alain V-B. Celui-ci est rapidement mis hors de cause, car le jour du crime, il était hospitalisé à Saint-Roch, à Nice, après un accident de moto. Le témoignage de Mohamed M. apparaît d'ailleurs en contradiction avec les éléments relevés par la gendarmerie de Mougins, qui n'avait constaté aucune effraction ni aucun vol à la Chamade. La piste d’un cambriolage qui aurait mal tourné avait été écartée à l'époque. L'enquête du détective Roger-Marc Moreau permettra d'établir qu' Alain V-B, pour se faire mousser et jouer au dur en prison, se serait attribué des faits dont il aurait eu connaissance par une ancienne petite amie, qui avait fréquenté l'un des fils de la femme de ménage de Ghislaine Marchal.

#### Piste de la date du meurtre
À la suite de l’affaire de la « faute de frappe » du rapport d’autopsie, concernant la date du décès de la victime, la défense va s’attacher à démontrer que le crime avait eu lieu le lundi 24 juin dans la matinée.
- Plusieurs éléments l’orientent dans cette direction :
  - Lors du procès, la femme de ménage a mentionné un appel téléphonique reçu par Ghislaine Marchal le samedi matin 22 juin, à la suite duquel sa patronne lui avait donné son congé jusqu’au mardi. La défense s’interroge : pourquoi ce congé donné le lundi ? Ghislaine Marchal attendait-elle quelqu’un[268] ?
  - Deux maçons, qui travaillaient à proximité de La Chamade le 24 juin, furent interrogés par les gendarmes le 26 juin. Fabrice A. se souvint de l’arrivée d’Erika S. en fin de matinée, tandis que Salem El Aouer[269] affirma se rappeler seulement l’arrivée d’un homme blond conduisant une Volvo rouge type Land Rover. Il dit avoir entendu une femme crier de l’intérieur de la maison : « Qui est là ? » Il se souvint aussi avoir vu deux dames entrer dans la propriété[270]. La défense se demande qui étaient ces personnes présentes le 24 à La Chamade.
  - Une voiture immatriculée en Suisse a été vue devant la Chamade par la gardienne d’une villa voisine, le 23 juin en fin d’après-midi. La défense s’interroge sur une éventuelle « piste suisse » qui aurait été négligée[271].
- Ces éléments ont donné lieu aux vérifications suivantes, par les enquêteurs:
  - En ce qui concerne la journée du lundi, on sait que Ghislaine Marchal avait invité son amie Erika S. à déjeuner, lui demandant même d’apporter les journaux, puisque la femme de ménage, qui s’en charge habituellement, ne viendrait pas. Contactée par Guy Hugnet, Erika S. confirma que les deux amies avaient prévu de pique-niquer au bord de la piscine le lundi 24, et n’avaient aucun besoin de service à cette occasion[272].
  - Les gendarmes vont déterminer sans difficulté que la voiture rouge décrite par l’ouvrier correspond au signalement du 4 x 4 Lada Niva rouge du médecin de Ghislaine Marchal, venu participer aux recherches dans l’après-midi. La voix de femme qui répond à son coup de sonnette est celle de Francine P. ou celle de sa gardienne, présentes sur les lieux dans l’après-midi avec l’employé de la société de gardiennage, venu aussi en voiture (voir supra)[273].
  - La voiture immatriculée en Suisse correspond à l’Audi de Colette K., qui avait attendu en vain Ghislaine Marchal pour déjeuner, et s’était rendue sur place en fin d’après-midi le dimanche 23[274].

#### Piste italienne
Le 3 septembre 1998, le Midi Libre fait état d'une nouvelle piste, levée par Bernard Naranjo : deux Italiens et une femme auraient perpétré le forfait, en raison d'un important litige financier avec la victime. Nouvelle piste passée assez inaperçue dans les médias, car elle coïncidait avec la libération d'Omar Raddad, le 4 septembre 1998.

#### Piste de la BMW
En 2002, Rouart est contacté par un certain Guy M., chauffeur du gourou de la secte de l’Ordre du Temple Solaire, Joseph Di Mambro. Guy M., au volant d’une BMW prune immatriculée en Suisse, aurait conduit trois personnes à La Chamade le lundi 24 juin vers 11 h 45, (à l’heure où Erica S. sonne à la porte de son amie), et serait revenu les chercher vers 14 h 15 (à l’heure de l’arrivée de l’employé de la société de gardiennage). Guy M. sera invité dans l’émission de Thierry Ardisson du 28 janvier 2002,. Mme Marchal serait devenue membre de cette secte, qui aurait décidé de la supprimer à la suite d’un différend financier. Mais il ne fournit aucune preuve de ces affirmations. Il s’avère que ce Guy M. a été condamné pour chantage en Suisse en 1979, puis condamné pour diverses escroqueries à Lausanne en 1997. Solène Haddad estime que « toutes ces pistes, plus ou moins farfelues, plus ou moins honnêtes dans leur traitement, n’ont peut-être pas agi en faveur de l’accusé ».

#### Interrogations sur Ghislaine Marchal
La défense d’Omar Raddad a beaucoup reproché à l’enquête de ne pas avoir effectué d’investigations dans la vie et les relations de la victime, le dossier étant vide sur ces questions. Interrogé à ce sujet, le juge Renard avait admis : « Elle était très discrète et secrète sur ses amis, on ne lui a connu personne […] ». Ghislaine Marchal n’aimait pas que l’on se mêle de ses affaires. Ses amis la disaient « secrète ». Il lui arrivait de partir, pour une durée plus ou moins longue, sans dire où elle allait, indique Colette K. qui dit ignorer si elle avait un amant. Ses amis mentionnent une relation ancienne qu'elle aurait eue avec un Grec, et plus récente avec « un Italien qui a un bateau », mais personne n’a l’air de savoir vraiment. Elle était active tard dans la nuit, aimait téléphoner jusqu’à 2h du matin, et écrire longuement sur « un gros cahier », qui n’a pas été retrouvé. Arlette B. se demande si elle n’écrivait pas ses mémoires.

#### Piste du grand banditisme gitan: Martial et Jean-Claude B.
En 2002, une informatrice signale à la Gendarmerie que, selon elle, Martial et Jean-Claude B. (décédé en 2012) sont impliqués dans la mort de Ghislaine Marchal. Ces deux hommes, biens connus de la justice et plusieurs fois condamnés, géraient un restaurant cagnois régulièrement fréquenté par Ghislaine Marchal. Le procureur n'a pas donné suite,,.

### Grâce présidentielle
Le 10 mai 1996, le président Jacques Chirac accorde une grâce partielle à Omar Raddad, réduisant sa peine de quatre ans et huit mois, notamment sur la demande du roi Hassan II du Maroc, un accord secret prévoyant en échange la libération d'un Franco-Marocain détenu au Maroc,,.
Omar Raddad, qui pouvait bénéficier d’une libération conditionnelle à mi-peine au bout de neuf ans, peut donc espérer être libéré au bout de six ans et demi, soit en janvier 1998, à condition de fournir une adresse et un emploi. Si l’adresse de sa famille à Toulon a été acceptée rapidement par la justice, il n’en fut pas de même pour son emploi. Les deux premières propositions d’emploi seront rejetées par la garde des Sceaux, Élisabeth Guigou. En effet, le premier emploi était une place de jardinier chez une riche veuve du Var, situation offrant de fâcheuses similitudes avec l'emploi qu'occupait Omar Raddad chez Mme Marchal. Le deuxième était l'entretien d'une propriété chez un avocat d'Aix-en-Provence. Finalement, le poste de coursier dans une conserverie de viande de Marseille reçoit un avis favorable d’Élisabeth Guigou.
À l'issue d'une campagne de presse menée par l'avocat Jacques Vergès, l'écrivain Jean-Marie Rouart et le détective Roger-Marc Moreau, Omar Raddad est libéré le 4 septembre 1998. Il a eu un comportement irréprochable en détention, d'où l’avis favorable émis en février de cette année-là par le comité consultatif de libération conditionnelle. Omar Raddad retrouve la liberté dans le cadre d'une mesure de libération conditionnelle pour éviter toute récidive.

### Présence d'ADN masculins différents
Le 2 février 2000, six ans exactement après la condamnation d'Omar Raddad, la Commission de révision des condamnations pénales a ordonné de nouvelles investigations et notamment, une nouvelle expertise d'écriture pour savoir si Mme Marchal est l'auteure des inscriptions « OMAR M'A TUER ». Deux expertes ont été nommées : Anne Bisotti et Françoise Ricci D'Arnoux. De plus, à la demande de la défense, le 14 janvier 2001, la justice a ordonné une nouvelle expertise sur les portes et sur le chevron de bois ayant servi à frapper Ghislaine Marchal. Sur les trois supports ils découvriront des ADN.
Le 20 février 2001, après vérification, les experts ont déclaré que les ADN masculins retrouvés sur les portes de la chaufferie et sur le chevron n'étaient pas celui d'Omar Raddad, sans toutefois être en mesure de préciser à qui appartenaient ces empreintes génétiques, ni leur provenance. En revanche deux ADN masculins ont bien été retrouvés sur les portes et le chevron, mêlés au sang de la victime (rendant impossible l'hypothèse d'ADN d'enquêteurs). Selon l'accusation, la scène de crime aurait peut-être été « polluée » après les premières constatations des enquêteurs – les gendarmes, pour être précis – et les conditions de prélèvement des ADN ne seraient pas documentées.
Le 25 juin 2001, la commission de révision des condamnations pénales a décidé de saisir la Cour de révision, car des éléments nouveaux inconnus au moment du procès devant la cour d'assises des Alpes-Maritimes avaient été confortés par les expertises. Le premier est la découverte d'un ADN masculin qui n'est pas celui d'Omar Raddad. Le deuxième est la nouvelle expertise graphologique, établissant que « Madame Marchal n'est pas l'auteur des inscriptions ». Cependant, quelques mois plus tard, le 20 novembre 2002, la Cour de révision va rejeter la demande de révision de la condamnation en affirmant que les éléments nouveaux invoqués ne lui paraissaient pas de nature à faire naître un doute sur la culpabilité du condamné.
À la suite de démarches effectuées auprès du ministère de la justice par maître Sylvie Noachovitch, la nouvelle avocate d'Omar Raddad, le 9 mai 2011, le parquet de Grasse a demandé à un expert d'établir un profil génétique à partir des traces d'ADN retrouvées en 2001. Le 29 juin 2011, le parquet de Grasse a indiqué qu'il n'était pas en mesure d'établir un profil génétique à partir des traces d'ADN retrouvées mélangées au sang de Ghislaine Marchal en 1991 : « On nous a demandé d'extraire du matériel génétique pour établir un profil génétique. Ce qui n'a pas été possible puisque les prélèvements avaient déjà été utilisés dans le cadre de la procédure », a précisé le parquet de Grasse. Cependant ces profils génétiques, provenant très vraisemblablement de sécrétions de sueur, ont été relevés sur trois supports distincts, les deux portes de la chaufferie (où figuraient les célèbres inscriptions accusatrices), ainsi que sur le chevron manipulé par le meurtrier pour frapper Ghislaine Marchal. Il a été établi qu’aucun des deux ADN n'est celui d'Omar Raddad. Or, le fait que ces traces génétiques se trouvent seulement mêlées au sang et nulle part ailleurs (comme le démontreront les tamponnements effectués) et, en outre, sur trois supports différents éloignés les uns des autres, semble bien prouver qu'il ne peut pas s’agir d’ADN de contamination[réf. nécessaire].
Toutefois, selon l'avis d'un expert sollicité par la chancellerie, il est toujours possible de faire de nouveaux prélèvements sur les traces de sang se trouvant sur les deux portes et sur le chevron et donc de procéder à de nouvelles analyses génétiques surtout à l'aune des importants progrès effectués en cette matière et en particulier des techniques d'amplification de l'ADN. Selon les représentants de la défense, cela permettrait d'inscrire lesdits profils ADN découverts sur la scène du crime au Fichier national automatisé des empreintes génétiques (FNAEG) et éventuellement de procéder à des comparaisons avec les profils de personnes faisant l'objet de présomptions. En septembre 2013, la chancellerie a donné son accord pour que de nouveaux tests ADN soient effectués. Cependant, le procureur ne donne pas suite à la demande de l’avocate d’Omar Raddad, Me Sylvie Noachovitch. En octobre 2014, en vertu de la nouvelle loi sur la réforme des condamnations pénales, Maître Noachovitch envoie une nouvelle demande d’expertise ADN sur deux portes et un chevron.
En 2016, des analyses ADN indiquent que des traces retrouvées sur deux portes et un chevron appartiennent à quatre hommes, mais pas à Omar Raddad ou à des suspects désignés par les avocats de Raddad,. Le parquet indique qu'« il est possible qu'une empreinte, lors d'une manipulation ultérieure, ait pu être ajoutée », notamment de la part de policiers ou journalistes,. Dans l'arrêt de rejet du 20 novembre 2002, les juges soulignaient que « faute de précautions suffisantes », il était « impossible de déterminer, à quel moment, antérieur, concomitant ou postérieur au meurtre, ces traces ont été laissées ».
Selon le journal Le Monde du 21 juin 2021, Sylvie Noachovitch, l'avocate d'Omar Raddad, doit déposer une nouvelle requête en révision du procès sur la base d'analyses ADN réalisées en 2019. Elles identifient la présence d'une trentaine de traces d'un même ADN masculin (n’appartenant pas à Omar Raddad) localisées dans les traces de sang, ce qui devrait, selon l'avocate, écarter l'hypothèse d'une pollution ultérieure. Fin 2021, le dossier est effectivement rouvert.
Le 13 octobre 2022, la dernière requête en révision est rejetée par la commission d'instruction de la cour de révision, qui reprend l'argumentaire de 2002 : « La découverte de nouvelles empreintes ne suffit pas, à elle seule, à établir leur rapport avec les faits, ces traces ayant pu être laissées antérieurement ou postérieurement au meurtre. En effet, de nombreuses personnes ont pu approcher les portes avant le meurtre et postérieurement (…) voire les manipuler sans précautions suffisantes ». « Le recours aux techniques tendant à établir un portrait-robot génétique ou à réaliser des recherches en parentèle » n'est pas jugé justifié.
Me Sylvie Noachovitch annonce son intention de saisir la Cour européenne des droits de l'homme.

## Au cinéma
En 2007, Roschdy Zem achète les droits d'adaptation du livre Pourquoi moi ? écrit par Omar Raddad et Sylvie Lotiron et sorti en 2002 aux éditions du Seuil et explique son but de reprendre « l'histoire d'un jeune homme qui avait énormément souffert d'avoir été accusé à tort d'un meurtre ». Le film Omar m'a tuer est sorti le 22 juin 2011 en France. Omar Raddad y est interprété par Sami Bouajila, et Jacques Vergès par Maurice Bénichou.

## Déclinaisons autour d'«OMAR M'A TUER»

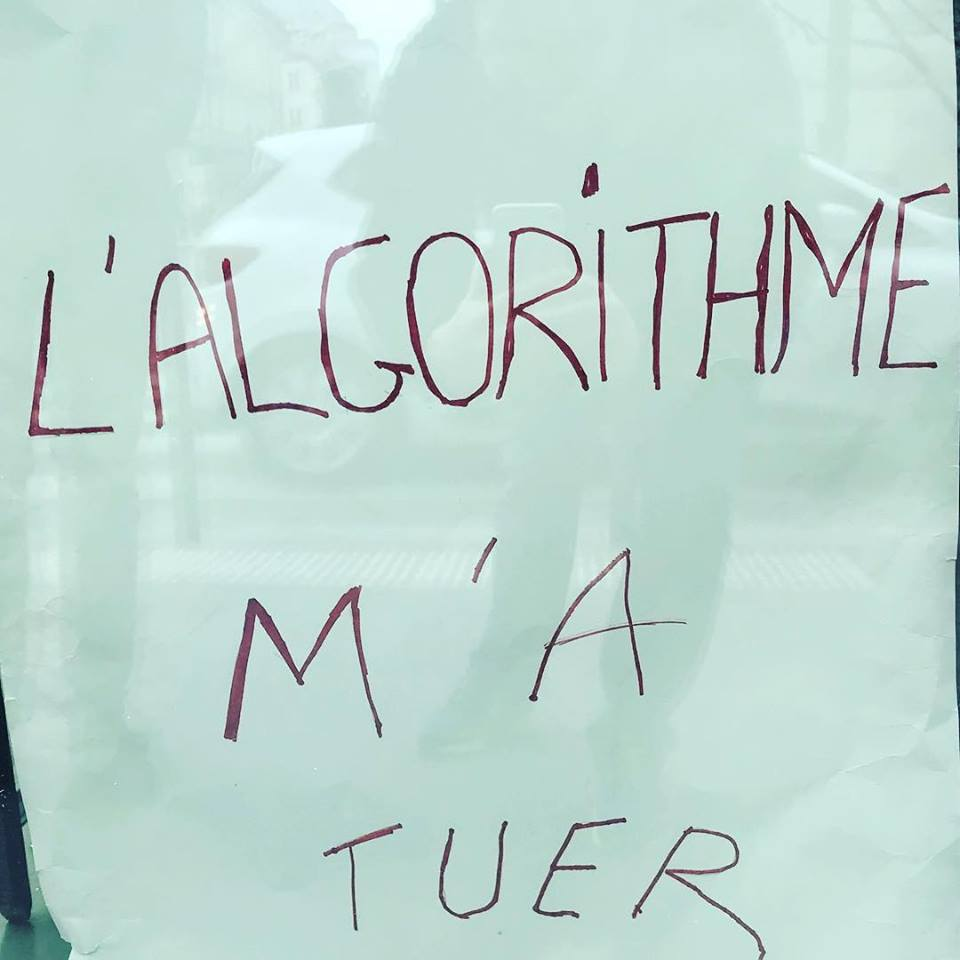
« L'ALGORITHME M'A TUER », maison des Avocats à Lyon. La faute de grammaire est une référence à l'affaire Omar Raddad.

L'affaire Omar Raddad est devenue célèbre en partie à cause de la faute d'accord de l'inscription « OMAR M'A TUER » qui aurait dû ici être « Omar m'a tuée ».
Cette faute d'accord semble assez surprenante de la part d'une veuve présentée comme de bonne famille et cultivée, mais les gendarmes remarquent des fautes similaires dans les documents saisis de celle-ci. Des bulletins de paie contiennent la même faute quand la victime écrit « payer par l’employeur » mais ce point est vivement contesté par la défense d'Omar Raddad et par des journalistes s'étant penchés sur le dossier,,.
« OMAR M'A TUER » est ensuite souvent reprise en clin d'œil à l'affaire, notamment dans des titres de presse ou de livres. Dans certains cas, c'est parce qu'il y a un lien avec l'affaire, par exemple le titre de Libération « Chirac m'a gracier ». Dans d'autres cas, le clin d'œil constitue le seul lien avec l'affaire Omar Raddad. C'est le cas par exemple du « Omar m'a échapper » du Canard enchaîné (il s'agit du Mollah Omar).
Notons enfin le scandale autour des dîners somptueux du ministre de l'Écologie François de Rugy, à l'été 2018, à propos desquels la presse avait abondamment titré « Homard m'a tuer », en référence à l'affaire Omar Raddad.
Plus généralement, « m'a tuer » est la partie de la phrase qui est largement réutilisée puisqu'elle contient la faute de conjugaison.

### Documentaires télévisés
- « Les empreintes du crime » le 6 juin 2000 dans Faites entrer l'accusé présenté par Christophe Hondelatte sur France 2.
- « Omar Raddad, le coupable désigné » le 8 août 2002 présenté par Christophe Hondelatte dans Faites entrer l'accusé sur France 2.
- « Affaire Omar Raddad : un coupable idéal ? » dans Secrets d'actualité en novembre 2000 et le 14 juillet 2002 sur M6, puis dans Enquêtes criminelles : le magazine des faits divers le 5 novembre 2008 sur W9.
- « Omar m'a tuer » dans Les faits Karl Zéro sur 13e rue
- « Affaire Omar Raddad : le jardinier innocent ? » (premier reportage) le 7 décembre 2013 dans Chroniques criminelles sur NT1.
- « L'affaire Omar Raddad » le 25 octobre 2009 dans Affaires criminelles sur NT1.
- « Omar Raddad : meurtrier ou victime ? » (premier reportage) le 2 décembre 2009 dans 90' faits divers sur TMC.
- « Omar Raddad : la fin d'un mystère ? » (deuxième reportage) dans « Spéciale : ils ont fait appel au président » le 13 février 2017 dans Crimes sur NRJ 12.
- « Affaire Omar Raddad » le 10 janvier 2019 dans Non élucidé : L'enquête continue sur RMC Story.